# Friedrich Ebert

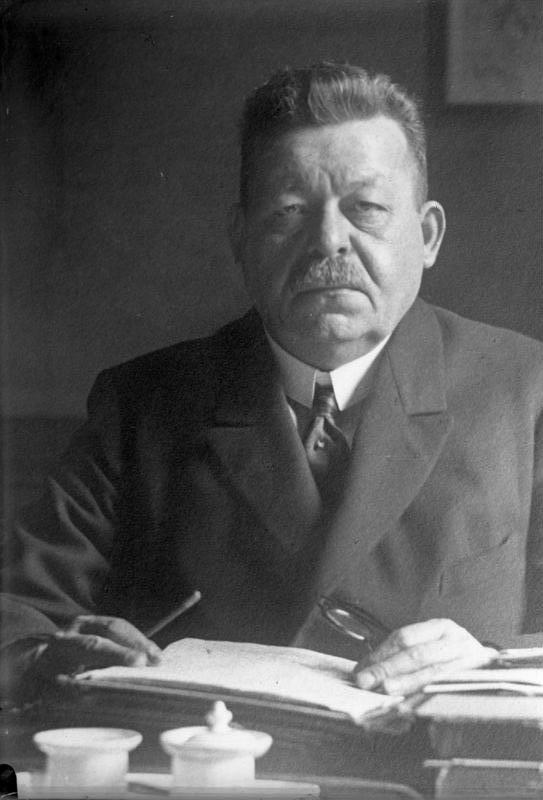
Reichspräsident Friedrich Ebert (1925)

Friedrich Ebert (* 4. Februar 1871 in Heidelberg; † 28. Februar 1925 in Berlin) war ein deutscher Sozialdemokrat und Politiker. Er war von 1913 bis 1919 Vorsitzender der Sozialdemokratischen Partei Deutschlands und von 1919 bis zu seinem Tod 1925 erster Reichspräsident der Weimarer Republik.
Nach dem Tod August Bebels wurde Ebert neben Hugo Haase zum Vorsitzenden der angesichts des drohenden Krieges zerstrittenen SPD gewählt. Während des Krieges vertrat er nachdrücklich und bis zum Schluss die Politik der „Vaterlandsverteidigung“ und des innenpolitischen Stillhaltens (Burgfriedenspolitik) gegen jene Sozialdemokraten, die diese Politik ablehnten.
In der Novemberrevolution 1918 übernahmen seine Partei sowie die von ihr abgespaltene USPD die Regierung. Die Weimarer Nationalversammlung wählte Ebert am 11. Februar 1919 zum ersten Reichspräsidenten. In den Jahren 1919 bis 1923 ließ Ebert mehrere Aufstände von revolutionären Sozialisten mit Waffengewalt niederschlagen. Auch gegen Putschversuche von rechts ging er 1920 und 1923 entschieden vor. Ansonsten trat er als ein Politiker des Interessenausgleichs auf. Sein früher Tod mit 54 Jahren und die darauffolgende Wahl des monarchistisch gesinnten Paul von Hindenburg an die Staatsspitze stellen eine Zäsur in der Weimarer Republik dar.
Kurz nach seinem Tod im Februar 1925 wurde die SPD-nahe und nach ihm benannte Friedrich-Ebert-Stiftung gegründet.

## Leben

### Jugend

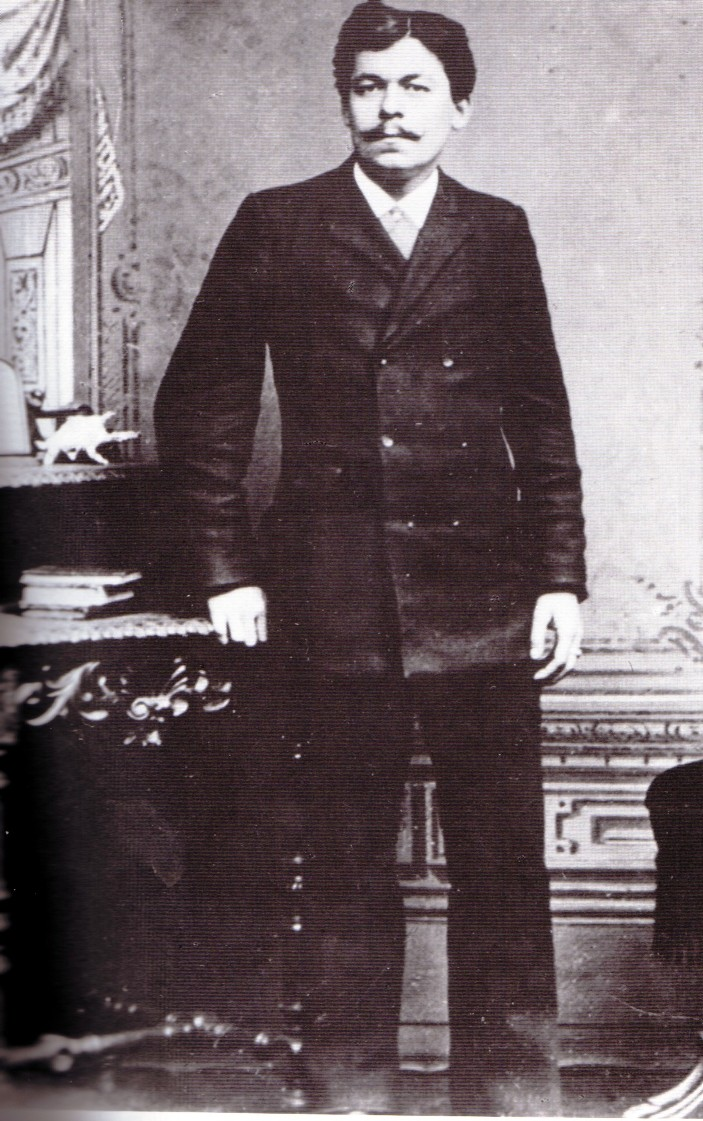
Friedrich Ebert (1890)

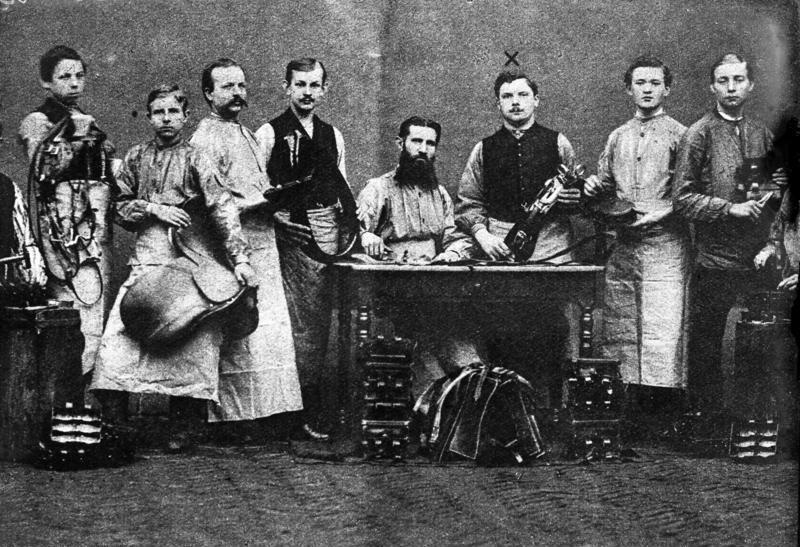
Friedrich Ebert (Kreuz) als Sattler-Lehrling, 1885

Friedrich Ebert wurde als siebtes von neun Kindern, von denen drei im Kleinkindalter starben, geboren. Sein Vater Karl, aus Krumbach im badischen Odenwald, heute Gemeinde Limbach (Baden), stammend, war Schneidermeister, stammte wie auch die Mutter Katharina (geb. Hinkel) aus einer kleinbäuerlichen Familie. Seine Mutter war Protestantin, der Vater praktizierender Katholik. Ebert wurde am 19. März 1871 katholisch getauft, trat aber später aus der Kirche aus. Der genaue Zeitpunkt ist unbekannt, Ebert wurde aber bereits bei seiner Wahl in den Reichstag 1912 als „Dissident“, also konfessionslos, geführt. Der Vater beschäftigte zeitweise Gesellen und Lehrlinge. Der Wohlstand der Familie war bescheiden.
Ebert besuchte die Volksschule, ohne dort besonders aufzufallen. Der von einigen Biographen erwähnte Wunsch Eberts, Priester zu werden, wäre als Weg des sozialen Aufstiegs nicht ungewöhnlich gewesen. Belege dafür gibt es nicht. Zwischen 1885 und 1888 lernte er das Handwerk des Sattlers. In der Gewerbeschule hat Ebert so großen Eindruck auf einen der Lehrer gemacht, dass dieser gar zu einem Studium riet. Jedoch legte er nie die Gesellenprüfung ab. Anschließend begab sich Ebert zwischen 1888 und 1891 auf Wanderschaft. Er bereiste dabei vor allem das südliche und westliche Deutschland. Stationen waren unter anderem Karlsruhe, München, Mannheim, Kassel, Hannover, Braunschweig, Elberfeld (heute zu Wuppertal), Remscheid, Quakenbrück und Bremen.
Unterwegs engagierte er sich für den Zusammenschluss von Handwerkern in Gewerkschaften und Fachvereinen. Er war zeitweise von Arbeitslosigkeit betroffen. In Mannheim lernte er durch einen dort lebenden Stiefbruder seines Vaters die sozialistische und gewerkschaftliche Bewegung kennen und trat um 1889 in die Sozialistische Arbeiterpartei Deutschlands (SAP) ein, die 1890 zur SPD wurde. Ebenfalls 1889 trat er dem Sattlerverband bei. In dieser Zeit bekam Ebert auch erstmals Einblick in marxistische Schriften sowie in Werke von Ferdinand Lassalle.
Nach seinem Eintritt in Partei und Gewerkschaft war er als Agitator und Organisator tätig. So wurde er 1889 Schriftführer des Sattlerverbandes in Hannover. In Städten, in denen er im Verlauf seiner Wanderschaft keine Zweigstellen vorfand, hat Ebert diese gegründet. In Kassel organisierte er einen erfolgreichen Arbeitskampf. Er wurde nicht nur vom Staat im Rahmen des Sozialistengesetzes, bis zu dessen Aufhebung 1890, beobachtet, sondern wurde von den Arbeitgebern als unliebsamer Agitator auf „Schwarze Listen“ gesetzt.

### Bremer Jahre
Im Mai 1891 kam Ebert nach Bremen, wo er 14 Jahre lebte. Auch hier engagierte er sich für Partei und Gewerkschaft. Er wurde Vorsitzender des örtlichen Sattlerverbandes. Außerdem leitete er das illegale Ortskartell der freien Gewerkschaften. Nach dem Tod des Vaters kehrte Ebert 1892 für kurze Zeit nach Heidelberg zurück. Da er deswegen seine Arbeitsstelle aufgeben musste, versuchte er nach der Rückkehr nach Bremen, als selbstständiger Handwerker und Gelegenheitsarbeiter zu existieren.
Im März 1893 erhielt Ebert eine Festanstellung als Redakteur bei der Bremer Bürger-Zeitung, der Zeitung der Bremer SPD. Schon im folgenden Jahr schied er aus der Redaktion wieder aus und übernahm in der Brautstraße im Stadtteil Neustadt die Gastwirtschaft „Zur guten Hilfe“ als Pächter. Geschätzt hat er diese Tätigkeit nicht und hat sie später in offiziellen Lebensläufen nicht angegeben. Seine politischen Gegner versuchten, daraus Kapital zu schlagen.
Politisch war die Wirtschaft ein Treffpunkt für Gewerkschafter und Sozialdemokraten. Materiell erlaubte der Betrieb Ebert im Mai 1894 die Heirat mit Louise Rump (1873–1955) und die Gründung einer Familie. Die Eheleute hatten vier Söhne und die Tochter Amalie (1900–1931). Die Söhne Georg (1896–1917) und Heinrich (1897–1917) fielen im Ersten Weltkrieg. Der älteste Sohn Friedrich (1894–1979) war ebenfalls politisch aktiv (zunächst für die SPD, nach der Zwangsvereinigung von SPD und KPD zur SED als SED-Funktionär) und wurde Ende 1948 Oberbürgermeister in Ost-Berlin. Karl (1899–1975) war von 1946 bis 1964 Landtagsabgeordneter in Baden-Württemberg für die SPD. Heinrich Jaenecke (1928–2014), Sohn seiner Tochter Amalie, war als Journalist, Publizist und Historiker tätig.

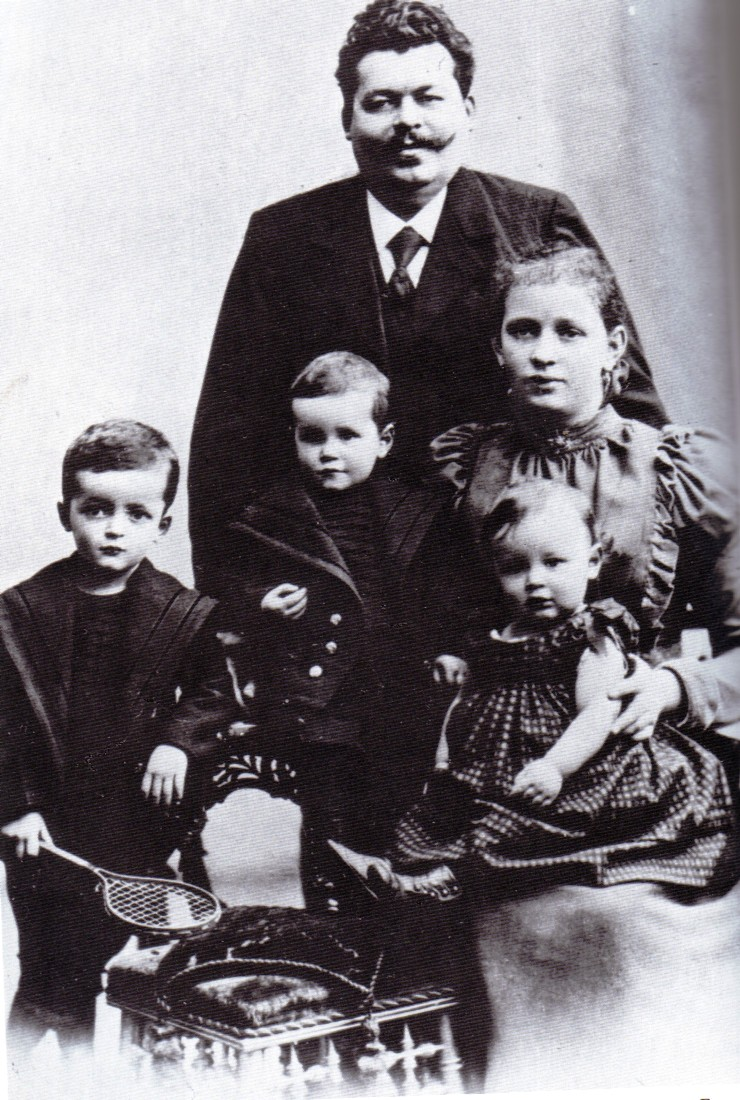
Friedrich Ebert mit Frau Louise und den Kindern (von links) Friedrich, Georg und Heinrich (Weihnachten 1898)

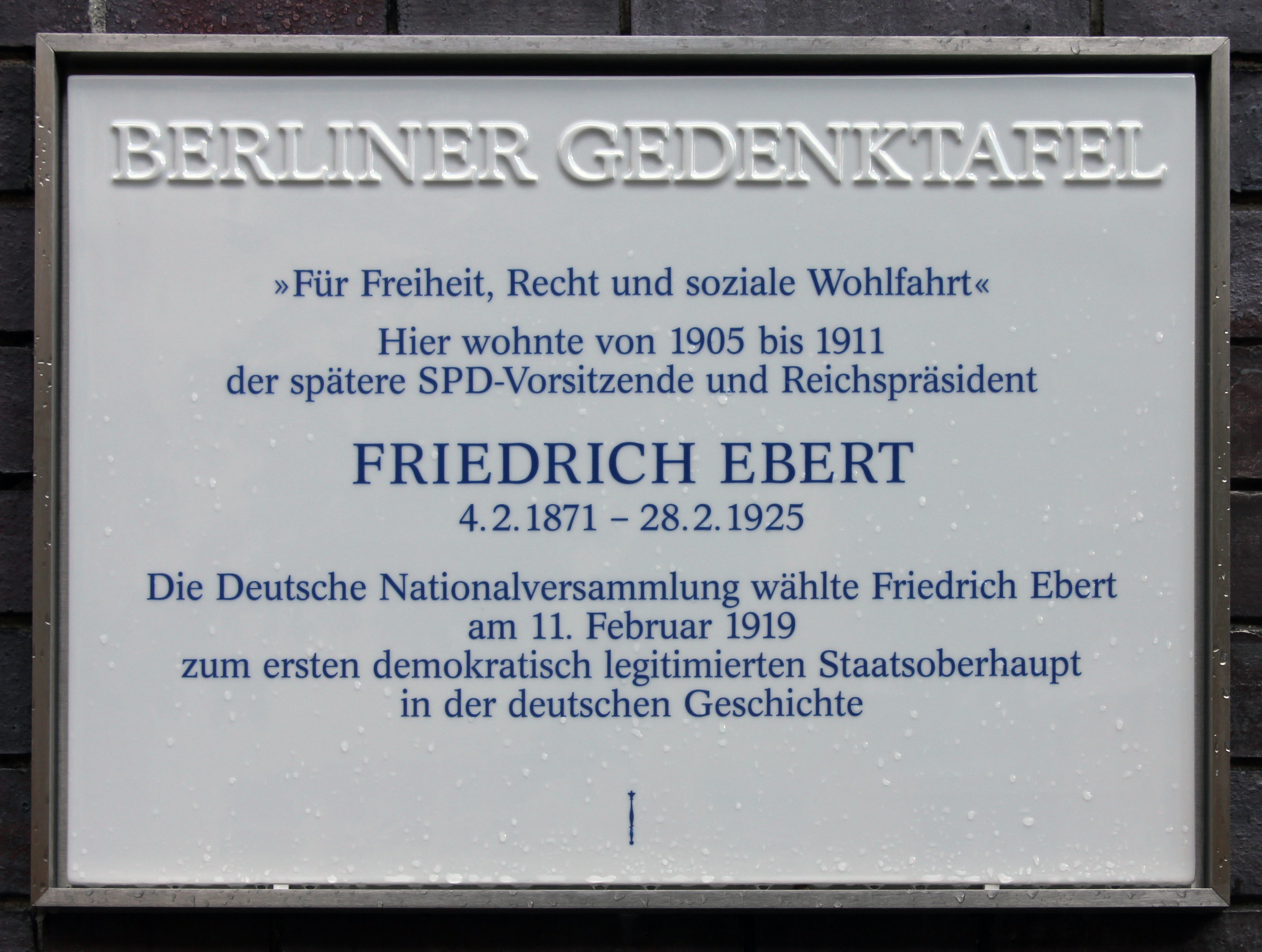
Berliner Gedenktafel am Haus, Neue Bahnhofstraße 12, in Berlin-Friedrichshain

Wegen seiner zahlreichen Reden für Partei und Gewerkschaften schätzte ihn die Polizeibehörde bereits 1891 als eifrigsten Agitator in Bremen ein. Seine Reden basierten auf gründlichen Recherchen; sie waren scharfzüngig und ironisch. Manchmal verlor er in Diskussionen die Beherrschung, und Kritiker warfen ihm ein arrogantes Auftreten vor.
Im Jahr 1892 legte Ebert eine Untersuchung über die „Lage der Arbeiter im Bremer Bäckergewerbe“ vor. Ein Jahr später wurde er Mitglied der Pressekommission der Partei für die Bremer Bürger-Zeitung. Im März 1894 wurde er Parteivorsitzender in Bremen und behielt diese Position bis 1895. In den Wahlkämpfen zur Bremischen Bürgerschaft war Ebert seit 1896 für die SPD führend beteiligt. Im selben Jahr war er erstmals Delegierter auf einem Reichsparteitag der SPD. Im Jahr 1897 wurde Ebert verantwortlich für die Agitation im ländlichen Umland Bremens. In dieser Position kandidierte er 1898 in dem sicheren Zentrumswahlkreis Vechta erstmals für den Reichstag, blieb aber ohne Erfolg. Seit 1902 war Ebert erneut Mitglied im Parteivorstand von Bremen.
Im Laufe der Zeit wurde die Sozialpolitik zum eigentlichen Schwerpunkt von Eberts politischer Tätigkeit. Sein Gasthaus wurde eine Anlaufstelle für Ratsuchende. Dadurch wurde er mit den Nöten der Arbeiterbevölkerung vertraut, die ihn intensiv beschäftigten. Um die konkreten Probleme zu lösen, hielt Ebert staatliche Hilfen für unerlässlich. Hieraus ergab sich seine politische Zuordnung: Wichtiger als die Hoffnung auf den Zusammenbruch des Kapitalismus oder als Theoriedebatten über Wirtschaft und Gesellschaft wurde für ihn die Bekämpfung aktueller sozialer Missstände. Wahlsiege waren für Ebert das zentrale Mittel, um die herrschenden Schichten zu Veränderungen zu bewegen. Die Mitarbeit in den Parlamenten mit dem Ziel, für die arbeitende Bevölkerung Verbesserungen zu erzielen, machte die Suche nach Kompromissen mit anderen politischen Parteien nötig, implizierte aber auch eine gewisse Anerkennung des bestehenden Systems.
Bei Ebert dominierte nicht die politische, sondern die gewerkschaftliche Arbeit. Er blieb Vorsitzender des Sattlerverbandes in Bremen und war führend im örtlichen Gewerkschaftskartell tätig. Die von Ebert in seiner Gastwirtschaft geleistete ehrenamtliche soziale und rechtliche Beratertätigkeit wurde sehr umfangreich, und in den Bremer Gewerkschaften entstand die Idee, diese Tätigkeit durch die Anstellung eines Arbeitersekretärs zu professionalisieren. Beschlüsse dazu gab es bereits seit 1897; sie scheiterten aber zunächst am Widerstand der Einzelgewerkschaften, einen großen Teil ihrer Mitgliedsbeiträge für diesen Zweck abzuführen. Erst im Jahr 1900 wurde Ebert als Arbeitersekretär eingestellt. Dies ermöglichte es ihm, die wenig geliebte Gastwirtschaft aufzugeben. Auf einer längeren Studienreise, die ihn unter anderem nach Nürnberg und Frankfurt am Main führte, machte sich Ebert mit seiner neuen Aufgabe vertraut. Er selbst verfasste danach nach dem Nürnberger Vorbild ein für das Bremer Sekretariat geltendes Regulativ, das unter anderem vorsah, nicht nur Gewerkschaftsmitglieder, sondern alle Ratsuchenden zu beraten.
Als sich herausstellte, dass Ebert die Aufgaben nicht allein bewältigen konnte, wurde im Jahr 1900 Hermann Müller (Lichtenberg) als weiterer Sekretär eingestellt. Neben der Beratungstätigkeit nahmen die Sekretäre auch statistische Untersuchungen zur sozialen Lage in Bremen vor. Damit füllten Müller und Ebert eine Lücke, weil das statistische Büro der Stadt Bremen damals keine vergleichbaren Daten veröffentlichte. Erwähnenswert ist dabei die Arbeit Ergebnis einer statistischen Erhebung über die Lebensverhältnisse der bremischen Arbeiter von 1902 mit Daten zu den Arbeits-, Lohn- und Wohnverhältnissen in Bremen. In der Folge begannen auch die städtischen Behörden entsprechende Statistiken zu veröffentlichen.

### Fraktionsvorsitzender in der Bürgerschaft
Trotz des für die Sozialdemokraten sehr hinderlichen Achtklassenwahlrechts gelang es Ebert, mit großer Mehrheit in einer Nachwahl im Dezember 1899 in die Bremische Bürgerschaft gewählt zu werden, der er bis 1905 angehörte. Obwohl er neu im Stadtparlament war, wurde er von der erstmals gebildeten Fraktion seiner Partei zum Vorsitzenden gewählt. Er konzentrierte sich im Parlament auf die Sozial- und Wirtschaftspolitik, kümmerte sich aber auch um verfassungsrechtliche Probleme. Er gehörte mehreren Kommissionen und Deputationen an. Auf Grund der besonderen Struktur der bremischen Verfassung konnte die Fraktion nur wenige Anträge durchbringen. Dies war ein Grund, die liberale Vorherrschaft als „Klassenherrschaft“ scharf anzugreifen. Der Kurs der Fraktion unter Eberts Leitung war gekennzeichnet einerseits von konstruktiver Mitarbeit, andererseits aber von grundlegender Kritik und der Forderung nach Verfassungsreformen.
Ebert sah anfangs kein Problem darin, diese Parlamentarismusstrategie mit den marxistischen Zielen des Erfurter Programms zu vereinbaren. Er vertrat lange einen strikt zentristischen Kurs auf der Linie des Parteivorstands um August Bebel. Das heißt, er hielt an der Idee des Klassenkampfes, der Überführung des Privateigentums in Gemeinbesitz, fest und setzte auf den Zusammenbruch des kapitalistischen Systems. Gleichzeitig war ihm die praktische Arbeit für eine Verbesserung der Lebensbedingungen ein zentrales Ziel. Als Verfechter einer strikten parteilichen Geschlossenheit war er Gegner sowohl der linken Kritiker der „Jungen“ als auch des Reformisten Georg von Vollmar und später der Revisionisten um Eduard Bernstein.
Für Ebert wurde in dieser Zeit die organisatorische Stärke von Gewerkschaften und Partei zur entscheidenden Größe. Für ihn war klar, dass nur maximale Stärke und innere Geschlossenheit die sozialistische Bewegung in die Lage versetzen würden, den politischen Gegnern und den Arbeitgebern Zugeständnisse abzuringen. Da er meinte, der innerparteiliche Streit würde der Parteieinheit schaden, äußerte sich Ebert schon seit 1899 zu diesen theoretischen Streitigkeiten ablehnend. Als der Revisionismusstreit auf dem Dresdner Parteitag 1903 wieder aufflammte, stimmte Ebert als Delegierter der Ablehnung der Thesen Bernsteins zwar zu, äußerte sich hinterher aber differenzierter. Er sprach von einer notwendigen Zusammenfassung des revolutionären und des evolutionären Weges und bezeichnete dies als „Diagonale der Kräfte“. Sollte man dies als Revisionismus verstehen, bestünde der Großteil der Partei aus Revisionisten. Wiederum forderte er, die theoretischen Auseinandersetzungen zu Gunsten der praktischen Arbeit zu beenden. Scharfe Kritik am Auftreten der Parteiführung um Bebel auf dem Parteitag übte eine von Ebert durchgesetzte Resolution der Bremer Parteimitglieder. Insgesamt lässt sich ein allmähliches Abrücken von älteren Positionen beobachten. Ebert entfernte sich im Laufe der Jahre zumindest teilweise vom Erfurter Programm. Kritik von Teilen der Bremer SPD brachte ihm 1905 auch seine positive Beurteilung der überparteilichen Zusammenarbeit in der Bildungseinrichtung „Goethebund“ ein. Dass Ebert sich zu diesem Zeitpunkt, nach dem Weggang von Männern wie Franz Diederich und Hermann Müller, von der Mehrheit der Bremer Partei entfernt hatte, zeigt der Beschluss der Partei, die Zusammenarbeit mit den Liberalen in diesem Bund einzustellen.

### Aufstieg innerhalb der Partei

#### Parteiorganisator

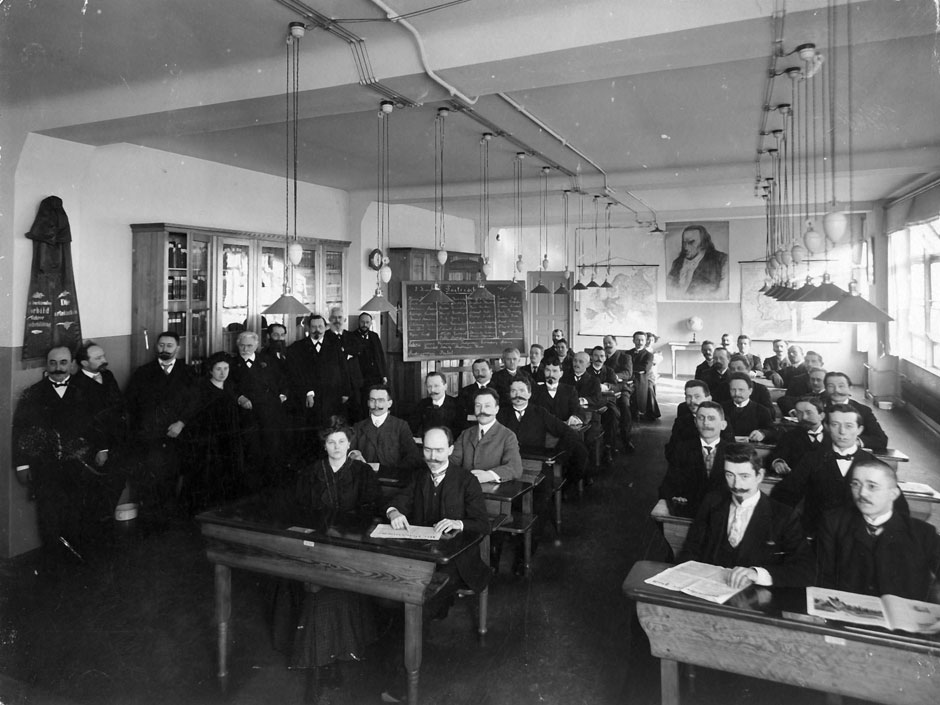
Besuch des Parteivorstandes im Jahr 1907 bei der Reichsparteischule der SPD. Dozentin Rosa Luxemburg (stehend vierte von links). August Bebel (stehend fünfter von links), Friedrich Ebert (links in der 3. Bank der rechten Bankreihe).

Allmählich wurde Ebert innerhalb der SPD überregional bekannt. Dazu beigetragen hatte der Reichsparteitag von 1904, der in Bremen tagte. Als Präsident leitete Ebert den Parteitag und zeigte sich dieser Aufgabe gewachsen. Innerhalb Bremens dagegen verloren er und der von ihm repräsentierte eher reformerisch eingestellte Flügel an Einfluss, während linkere Kräfte um Heinrich Schulz und Alfred Henke nach vorne drängten. Zwar war der Gegensatz noch nicht so deutlich wie in späteren Jahren, wozu Ebert durch eine ausgleichende Haltung beigetragen hatte, allerdings war er mit seiner Position in Bremen nicht zufrieden.
Er bewarb sich daher um die neu geschaffene Stelle eines Parteisekretärs beim Parteivorstand. Gegen Hermann Müller (Franken) wurde Ebert vom Parteitag 1905 gewählt. Müller erhielt ein Jahr später eine vergleichbare Position. Damit gehörte Ebert dem Vorstand der Partei an. Diese Position bedeutete eine deutliche finanzielle Besserstellung. Grund für die Schaffung der neuen Position war, dass die sieben besoldeten Mitglieder des Parteivorstandes jemanden brauchten, der die bürokratische Routinearbeit übernahm, für die neben der politischen Arbeit in der Partei oder im Reichstag keine Zeit blieb. Im Gegensatz zu späteren Legenden baute Ebert am Parteivorstand allerdings keinen bürokratischen Apparat auf, mit dessen Hilfe er später zum Parteivorsitzenden aufsteigen konnte. Vielmehr kümmerte er sich zunächst darum, einen korrekten Überblick über die Mitgliederzahlen zu gewinnen und die Organisation der Partei auf lokaler und regionaler Ebene zu fördern. Allerdings war die Konzeption nicht allein Eberts Sache, sondern wurde von einer Gruppe von Vorstandsmitgliedern, insbesondere Wilhelm Dittmann, vorangetrieben.
Die praktische Umsetzung lag dabei indes bis 1909/10 vorwiegend in Eberts Händen. Die Beziehung zu den Untergliederungen wurde Eberts Hauptaufgabe. Er reiste zu den Parteigliederungen im Land, überwachte die Umsetzung der Parteitagsbeschlüsse und half in organisatorischen und politischen Fragen, schlichtete interne Konflikte und trug die Wünsche und die Kritik der Gliederungen im Parteivorstand vor. Ebendies machte Ebert unter den vielen haupt- und nebenamtlichen Funktionären bekannt, die ihn wegen seines unermüdlichen Einsatzes schätzen lernten. Ebert lebte in dieser Zeit (1905–1911) mit seiner Familie im Berliner Osten in der Neuen Bahnhofstraße 13.
Innerhalb des Vorstandes gewann er allmählich auch an Statur. Von großer Bedeutung war, dass August Bebel seine anfänglichen Vorbehalte gegen Ebert abbaute und ihm vertraute. Neben der rein bürokratischen Arbeit wurden Ebert daher zunehmend auch politisch bedeutsame Aufgaben übertragen. So wurde er der Verbindungsmann der SPD zur Generalkommission der Gewerkschaften. Durch seine Teilnahme an Gewerkschaftssitzungen kannte er die internen Vorgänge in der Generalkommission genauso gut wie die in der Parteiführung. Auch mit der gemeinsamen Jugendarbeit von Partei und Gewerkschaften war Ebert befasst.
Zwar knüpfte er in diesem Zusammenhang auch Kontakte im Ausland, aber internationale Beziehungen und außenpolitische Fragen blieben für Ebert Randthemen. Abgesehen von diesen Politikfeldern sowie der Bildungspolitik war Ebert mit den zentralen politischen Fragen und natürlich der Organisation bald besser vertraut als die meisten übrigen Vorstandsmitglieder.

#### Reichstagsmitglied und Parteivorsitz

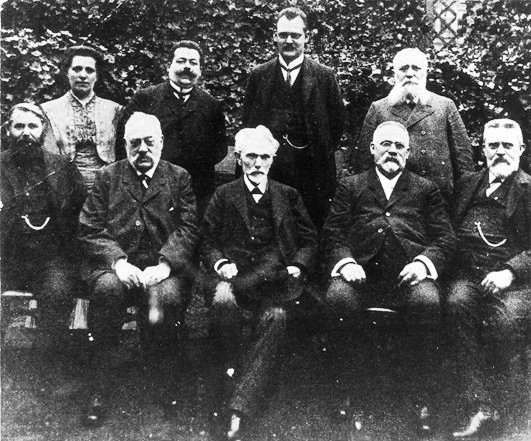
SPD-Parteivorstand 1909. Hintere Reihe: Luise Zietz, Friedrich Ebert, Hermann Müller, Robert Wengels. Vordere Reihe: Alwin Gerisch, Paul Singer, August Bebel, Wilhelm Pfannkuch, Hermann Molkenbuhr

Nach dem Tod Paul Singers 1911 wählte der SPD-Parteitag in Jena im September 1911 Hugo Haase in einer Kampfabstimmung gegen Ebert zum Mitvorsitzenden der SPD, neben dem langjährigen Vorsitzenden August Bebel. Nach anderen Angaben zog Ebert seine Kandidatur kurz vor dem Wahlgang zurück und empfahl selbst die Wahl Haases, bekam aber dennoch bei der Wahl 102 Stimmen.
Im Jahr 1912 kandidierte Ebert im Reichstagswahlkreis Elberfeld-Barmen. Bemerkenswert daran ist, dass die dortige Partei eher links eingestellt war. Dies deutet darauf hin, dass Ebert nicht als Reformist oder Revisionist, sondern als Mann des Ausgleichs und Wahrer der Parteieinheit angesehen wurde. Ebert trat dabei nicht in einem für die Partei sicheren Wahlkreis an. Trotz erheblicher Anstrengungen gelang es ihm nicht, das Mandat im ersten Wahlgang zu erringen, sondern erst per Stichwahl. Im ersten Wahlgang fehlten ihm 357 Stimmen für den Gewinn der absoluten Mehrheit. In den folgenden Jahren hielt er engen Kontakt mit seinem Wahlkreis und setzte sich für ihn im Reichstag ein.
Die SPD-Fraktion war 1912 mit 110 Abgeordneten die stärkste politische Kraft im Reichstag geworden. Obwohl Ebert neu war, wurde er in den siebenköpfigen Fraktionsvorstand gewählt. Im Plenum konzentrierte sich Ebert auf die Sozialpolitik und die Besoldungsfrage. Insgesamt sprach er nur selten im Parlament und nie zu öffentlichkeitswirksamen Streitfragen.
Nach dem Tod von August Bebel 1913 war Ebert wegen seiner Arbeit in Partei und Fraktion, seiner engen Beziehungen zu den Gewerkschaften und den Gliederungen der Partei Favorit für dessen Nachfolge. Mit 433 von 473 Stimmen wurde er am 20. September 1913 auf dem SPD-Parteitag in Jena neben Haase zum Vorsitzenden gewählt. Seine Hauptaufgabe sah er darin, die auseinanderstrebenden Flügel zusammenzuhalten. Auch weiterhin waren ihm die konkreten kleinen Schritte zur Verbesserung der Lebensbedingungen wichtiger als die ideologischen Auseinandersetzungen.

### Erster Weltkrieg

#### Zustimmung zu den Kriegskrediten
Ebert wurde im Jahr 1914 im Urlaub von der Julikrise überrascht, die auf das Attentat von Sarajevo folgte. Er reiste zusammen mit Otto Braun nach Zürich, um im Fall eines SPD-Verbots eine Auslandsleitung aufzubauen und die Parteikasse in Sicherheit zu bringen. Ebert blieb nicht in der Schweiz und war am 4. August wieder in Berlin. Damit hatte er den am Vortag gefassten Beschluss in der Reichstagsfraktion zur Bewilligung von Kriegskrediten verpasst. Danach machte er deutlich, dass er hinter der Mehrheit der Fraktion und nicht hinter der Minderheit um Haase stand. Über die folgende Reichstagssitzung berichtete er später: „Der Krieg mit Russland und Frankreich war zur Tatsache geworden. England lag auf der Lauer, um unter irgendeinem Vorwand ebenfalls loszuschlagen. Italien macht nicht mit, und Österreich ist eben Österreich. Die Gefahr ist groß, auch unsere Leute standen unter diesem Eindruck.“
Damit drückte er die mehrheitliche Stimmung an der Parteibasis aus, die in Deutschland wie fast überall in Europa innerhalb weniger Tage von massenhafter Ablehnung des Krieges zu begeisterter Zustimmung umgeschlagen war. Fast alle Arbeiterparteien Europas glaubten der nationalen Propaganda, hielten das Verhalten der eigenen Regierungen für „Verteidigung“, das der anderen für „Angriff“ und stellten die innenpolitischen Gegensätze zugunsten der „nationalen Einheit“ zurück. Daran zerbrach die 2. Internationale. Charakteristisch dafür war der Satz, mit dem die SPD-Fraktion im Reichstag am 4. August ihre Zustimmung begründete: „Wir lassen das Vaterland in der Stunde der Gefahr nicht im Stich.“
Ebert und mit ihm andere Befürworter der Kriegskredite verbanden mit dieser Entscheidung aber auch die Hoffnung, gewissermaßen als Preis für die Zustimmung konkrete Zugeständnisse in wirtschaftlicher, sozialer und politischer Hinsicht durchsetzen zu können. Auch die Konservativen befürchteten, dass sich die politischen Gewichte vor dem Hintergrund des von Kanzler Theobald von Bethmann Hollweg ausgerufenen Burgfriedens zu ihren Ungunsten verschieben könnten.

#### Ende der Parteieinheit
Trotz seiner Haltung zu den Kriegskrediten versuchte Ebert in der Folgezeit zunächst, die bedrohte Parteieinheit aufrechtzuerhalten, und machte dabei auch Zugeständnisse an die Kritiker des Kriegskurses. Als im Dezember 1914, nach der Marneschlacht und dem Scheitern der deutschen Kriegsplanung gegen Frankreich, eine weitere Bewilligung von Kriegskrediten anstand, gelang es Ebert noch einmal, die Fraktionsmitglieder auf seine Linie einzuschwören. Lediglich Karl Liebknecht verweigerte seine Zustimmung.
In der Folge brachen die inneren Konflikte offen aus. Der rechte Parteiflügel um Eduard David, Wolfgang Heine und die Gewerkschaftsvertreter verlangten den Ausschluss Liebknechts aus der Fraktion. Ebert und Haase versuchten dies zu verhindern. Die Zusammenarbeit von Ebert und Haase endete, nachdem Haase gemeinsam mit Eduard Bernstein und Karl Kautsky in der Leipziger Volkszeitung vom 19. Juni 1915 die sich abzeichnenden annexionistischen Kriegsziele der Reichsregierung scharf kritisiert und die SPD zum offenen Widerstand aufgerufen hatte. Auf Betreiben Eberts verurteilte der SPD-Parteiausschuss Haases Verhalten am 30. Juni 1915 als „nicht im Einklang mit den Pflichten eines Vorsitzenden“ stehend. Philipp Scheidemann, ein innerparteilicher Rivale Eberts, notierte in seinem Tagebuch: „Ebert behandelt ihn [Haase] direkt brutal.“
Vor der Reichstagssitzung am 9. Dezember 1915 war die Opposition innerhalb der SPD-Fraktion auf etwa 45 Stimmen angewachsen. Haase und Georg Ledebour verlangten, dass auch die Minderheit im Plenum zu Wort kommen müsse, zumal sie wegen der Militärzensur keine andere Möglichkeit hatte, ihre Position öffentlich zu vertreten. Die Fraktionsmehrheit um Ebert lehnte das jedoch ab und nominierte Otto Landsberg als zweiten Sprecher, der das deutsche Volk zur „Selbstverteidigung“ aufrief.
Haase trat danach als Fraktionsvorsitzender zurück und gab am 21. Dezember 1915 erstmals im Reichstag eine Sondererklärung der Kriegsgegner ab. Ebert kritisierte das scharf, sprach sich aber zunächst gegen einen Ausschluss der Minderheit aus. Am 11. Januar 1916 wurde Ebert neben Scheidemann mit knapper Mehrheit zum Fraktionsvorsitzenden gewählt. Dabei verweigerten ihm nicht nur die Linken, sondern auch ein Teil der Rechten die Zustimmung. Noch immer hielt er den Bruch der Fraktionseinheit für vermeidbar. Vor allem hoffte er, die pazifistisch geprägte Gruppe um Bernstein und Kurt Eisner, die vor dem Krieg zu den Revisionisten gehört hatte, in der Partei halten zu können.
Im März 1916 sprach Haase überraschend im Plenum gegen die Annahme des Notetats, nachdem Scheidemann als Vertreter der SPD-Mehrheit dafür plädiert hatte. Danach warfen Ebert und andere Haase „Disziplinbruch“ und „Treulosigkeit“ vor und verlangten den Ausschluss der Haase-Gruppe aus der Fraktion. Am 16. März 1916 wurden die Kriegsgegner aus der gemeinsamen Fraktion ausgeschlossen. Sie konstituierten sich als Sozialdemokratische Arbeitsgemeinschaft (SAG). Die Mehrheit begann jetzt auch außerhalb der Fraktion ihre besseren Verbindungen zum Apparat der Partei und zu den Gewerkschaften zu nutzen, um ihre Haltung durchzusetzen. Im Handstreich ersetzte der Parteivorstand die mehrheitlich links stehende Redaktion der Parteizeitung Vorwärts durch eigene Leute. Von da an war die Spaltung der Partei nicht mehr aufzuhalten. Am 25. März zwang der Parteivorstand Hugo Haase zum Rücktritt auch als Parteivorsitzender. Im Januar 1917 wurden die SAG-Mitglieder und ihre Unterstützer in der Parteiorganisation auch aus der Partei ausgeschlossen. Nach einem weiteren Hungerwinter, ersten spontanen Massenstreiks und dem Kriegseintritt der USA gründeten sie im April 1917 die Unabhängige Sozialdemokratische Partei Deutschlands (USPD).

#### Bemühen um innenpolitische Reformen
Die Hoffnung Eberts auf eine Wende in der Innenpolitik erfüllte sich nicht. Lediglich beim Hilfsdienstgesetz konnten gewisse Zugeständnisse zu Gunsten der Arbeiter erreicht werden. Das Ausbleiben von Reformen führte 1917 zur Bildung einer neuen Mehrheit im Parlament aus (M)SPD, Zentrum, Fortschrittspartei und Teilen der Nationalliberalen. Diese Parteien arbeiteten bei der Friedensresolution vom Juli 1917 zusammen. Diese sprach sich für einen „Frieden ohne Annexionen“ aus. Dabei entsprach der Text in weiten Teilen den Forderungen der Sozialdemokraten. Als die Regierung keine Anstalten machte, die Reform des Dreiklassenwahlrechts in Angriff zu nehmen, drohte Ebert im Hauptausschuss damit, die nächsten Kriegskredite zu verweigern. Ebert und die Fraktion waren die treibenden Kräfte zur Bildung des interfraktionellen Ausschusses, der versuchen sollte, die Reformforderungen durchzusetzen. Dies führte zunächst dazu, dass Bethmann-Hollweg stürzte und die Oberste Heeresleitung ein stärkeres Gewicht bekam.
Ebenfalls im Jahr 1917 kam es zu ersten großen Demonstrationen und Streiks gegen den Krieg. Für die MSPD wurden diese insoweit zu einem schwerwiegenden Problem, als die USPD dadurch gestärkt wurde. Dabei hat Ebert die USPD, gegen die der neue Reichskanzler Georg Michaelis im Sommer 1917 verschärft vorging, verteidigt. Offen drohte er: „Sollte aber die Reichsleitung wirklich eine solche Politik einschlagen […], so werden wir es als unsere höchste Aufgabe betrachten, sie mit dem Einsatz unserer ganzen Kraft und unseres ganzen Pflichtbewusstseins auf das rücksichtsloseste zu bekämpfen.“ In der Folge stürzte die Regierung. An der folgenden Regierungsbildung unter Georg von Hertling war Ebert in starkem Maß beteiligt. Allerdings erfüllte auch diese neue Regierung die Friedens- und Reformhoffnungen nicht. Stattdessen war sie verantwortlich für den Friedensvertrag von Brest-Litowsk, der im Osten auf Druck der OHL erhebliche territoriale Neugliederungen der ehemals russischen Gebiete festschrieb. Dies ließ Ebert und die Fraktion wieder in Opposition gegen die Regierung gehen.
Im Land verschärften sich indessen die Proteste und führten im Januar 1918 zum großen Munitionsarbeiterstreik in Berlin. Der MSPD drohte angesichts der Agitation von USPD und Spartakusbund die Massenbasis wegzubrechen. Obwohl Ebert den Streik ablehnte, beteiligte er sich an der Streikleitung. Nach dem Krieg wurde er deswegen von Linken als Arbeiterverräter bezeichnet, während die Rechte ihn als Landesverräter diffamierte. In Wahrheit beteiligte er sich, weil er zum einen die Forderungen für legitim hielt, zum anderen aber den Streik rasch beenden wollte, weil er meinte, er trage nicht zum Erreichen des Friedens bei.

#### Parlamentarisierung des Reiches
Auf der parlamentarischen Ebene kam es seit September 1918 zu neuen Bemühungen um eine Parlamentarisierung des Reiches und ein rasches Kriegsende. Am 12. September machte Ebert deutlich, dass die SPD die Regierung Hertling wegen ihrer Unterordnung unter die OHL nicht unterstützen werde. Grundsätzlich zeigte sich die SPD bereit, nunmehr in die Regierung einzutreten. Dabei machte sie unter anderem zur Bedingung, dass keine Allparteienkoalition gebildet werde, sondern strebte eine Regierung aus den im interfraktionellen Ausschuss vertretenen Parteien an. Diese Regierung sollte sich dabei auf einen raschen Friedensschluss und innenpolitische Reformen festlegen. Damit verband Ebert die Hoffnung, auf diese Weise eine drohende Revolution noch abwenden zu können. Ebert schwor die führenden Mehrheitssozialdemokraten auf die notwendige Übernahme von Verantwortung ein:
„Wollen wir jetzt keine Verständigung mit den bürgerlichen Parteien und der Regierung, dann müssen wir die Dinge laufen lassen, dann greifen wir zur revolutionären Taktik, stellen uns auf die eigenen Füße und überlassen das Schicksal der Partei der Revolution. Wer die Dinge in Russland erlebt hat, der kann im Interesse des Proletariats nicht wünschen, dass eine solche Entwicklung bei uns eintritt. Wir müssen uns im Gegenteil in die Bresche werfen, wir müssen sehen, ob wir genug Einfluss bekommen, unsere Forderung durchzusetzen und, wenn es möglich ist, sie mit der Rettung des Landes zu verbinden, dann ist es unsere verdammte Pflicht und Schuldigkeit, das zu tun.“
Letztlich setzten sich Ebert und Scheidemann mit diesem Kurs durch. Diese neue Regierung wurde unter Prinz Max von Baden gebildet. Gelingen konnte dies nicht zuletzt, weil die OHL selbst auf eine Parlamentarisierung drängte. Grund dafür war, dass die Niederlage der deutschen Streitkräfte spätestens seit dem Schwarzen Tag des deutschen Heeres am 8. August 1918 unausweichlich geworden war. Insbesondere Erich Ludendorff wollte die Verantwortung dafür den Mehrheitsparteien im Parlament zuschieben.
Im Reich kam es formell am 28. Oktober 1918 mit der Änderung der Verfassung zu einer Parlamentarisierung. Bereits vorher waren Philipp Scheidemann und Gustav Bauer in die neue Regierung eingetreten. In Preußen kamen die Wahlrechtsreformen aber nicht voran, und auch Verhandlungen über einen Waffenstillstand verzögerten sich. Ebert hatte sich während des Krieges vom Republikaner zu einem Vernunftmonarchisten gewandelt, weil er meinte, dass ein abruptes Ende der Monarchie von einem Großteil der Bürger nicht mitgetragen werden könnte. Grundsätzlich wollte Ebert auch nach Umwandlung der Staatsform in ein parlamentarisches System den Monarchen behalten und strebte eine parlamentarische Monarchie an. Noch am 6. November drängte er vor dem Hintergrund der beginnenden Revolution auf einen Thronverzicht Kaiser Wilhelms II. und des Kronprinzen zu Gunsten eines anderen Mitglieds der Hohenzollernfamilie.
Als die OHL unter Wilhelm Groener die Beteiligung an einem solchen Plan verweigerte, stellte die SPD ihre Forderungen am 7. November ultimativ. Auf diese Weise versuchte sich die Partei an die Spitze der Volksbewegung zu stellen, die die Abdankung von Kaiser und Kronprinz forderte. Ebert machte in Gesprächen unter anderem mit Max von Baden deutlich, dass die SPD den politischen Führungsanspruch gerade deshalb erhebe, um eine revolutionäre Umsturzbewegung zu verhindern. In diesem Zusammenhang sagte Ebert Max von Baden zufolge: „Wenn der Kaiser nicht abdankt, dann ist die soziale Revolution unvermeidlich. Ich will sie aber nicht, ja ich hasse sie wie die Pest.“

### Novemberrevolution

#### Bildung des Rates der Volksbeauftragten
Nach dem Kieler Matrosenaufstand kam es zu Entwaffnungen, Rathausbesetzungen, Massendemonstrationen und Verbrüderungen von Arbeitern und desertierten Soldaten im ganzen Reich. Die Novemberrevolution griff in wenigen Tagen auf alle deutschen Städte über. In Eberts Auftrag reiste Gustav Noske nach Kiel, um dort die Revolution einzudämmen.
Am 7. November traf sich Ebert im Garten der Reichskanzlei mit dem Reichskanzler Max von Baden, mit dem er vertrauensvoll zusammenarbeitete. Ebert warnte, dass sich die Lage nicht zuletzt durch die Propaganda der USPD zuspitze. Nur einen Ausweg gebe es noch:

„Von einer Abdankung des Kaisers erhoffte er sich die Abwendung der sozialen Revolution, die niemand weniger wünsche wie er und seine Parteigenossen.“

Auch machte er Prinz Max auf ein bevorstehendes Ultimatum des MSPD-Parteivorstands aufmerksam: Wenn Wilhelm II. nicht innerhalb von 24 Stunden abdanke und der Einfluss der Partei in der Reichsregierung erheblich vergrößert werde, würden die sozialdemokratischen Regierungsmitglieder Gustav Bauer und Philipp Scheidemann zurücktreten.
Am 9. November 1918 begann in Berlin ein politischer Generalstreik, zu dem die MSPD mit aufgerufen hatte. Daraufhin verkündete der Prinz um kurz nach 11 Uhr vormittags die Abdankung des Kaisers ohne dessen Zustimmung und ohne Rückhalt in der Verfassung – „ein halber Staatsstreich“, wie der Historiker Lothar Machtan meint. Er selber wolle im Amt bleiben, bis die Frage der Regentschaft geklärt sei. Danach solle Ebert Reichskanzler werden. Dieser erschien weniger als eine Stunde später, begleitet von führenden MSPD-Politikern, in der Reichskanzlei, um die sofortige Übergabe der Regierungsgeschäfte zu verlangen. Vizekanzler Friedrich von Payer fragte ihn, ob er das Amt „im Rahmen und auf dem Boden der Reichsverfassung“ auszuüben gedenke, was Ebert bejahte. Prinz Max beriet sich länger mit den anwesenden Staatssekretären, ein formeller Kabinettsbeschluss aber kam nicht zustande. Nachdem sich auch Ebert mit seinen Begleitern beraten hatte, übertrug ihm Prinz Max von Baden gegen 13 Uhr eigenmächtig das Amt des Reichskanzlers. Dazu fühlte er sich berechtigt, da er fest damit rechnete, nach Abdankung des Kaisers Regent und Thronverweser zu werden. Doch dazu kam es nicht, denn Scheidemann rief von einem Fenster des Reichstages aus die Republik aus und verkündete, Ebert sei ihr Reichskanzler. Dies geschah gegen Eberts Willen, der die Kontinuität zum Kaiserreich wahren wollte, bis eine verfassungsgebende Versammlung zwischen Monarchie oder Republik entscheiden würde. Der Kaiser floh in die Niederlande.
Ebert stellte sich an die Spitze der Revolution, um sie in parlamentarische Bahnen zu lenken und eine Entwicklung analog zur russischen Oktoberrevolution zu verhindern. Er berief weitere Sozialdemokraten ins Kabinett und bemühte sich zugleich, die USPD mit in die Regierung einzubinden, um ihre Legitimationsbasis gegenüber den sich überall bildenden Arbeiter- und Soldatenräten zu vergrößern. Da die Räte in Kiel, Berlin und anderswo auf eine Einigung der beiden sozialdemokratischen Parteien drängten, sah sich die USPD-Führung um Haase nach kontroverser Debatte gezwungen, Eberts Verlangen zu entsprechen. SPD und USPD einigten sich am 10. November auf die Bildung eines paritätisch besetzten Rates der Volksbeauftragten. Die bürgerlichen Fachminister sollten zunächst im Amt bleiben, aber von Beauftragten der sozialistischen Parteien kontrolliert werden. Am selben Abend noch wurde dieser Beschluss von der Vollversammlung der im Zirkus Busch versammelten Berliner Arbeiter- und Soldatenräte gebilligt.

#### Ebert-Groener-Bündnis
Die MSPD hatte mit Ebert in dieser Konstellation die stärkste Machtposition. Er leitete die Sitzungen des Rates der Volksbeauftragten und die der Gesamtregierung, bestimmte so den Verlauf der Debatten in der Regierung, behielt sich Innen- und Militärpolitik vor und wurde von der Bürokratie als Regierungschef anerkannt. Der formal gleichberechtigte Haase trat dabei deutlich in den Hintergrund.
Wichtigste Machtgrundlage von Ebert und der MSPD war ihr Rückhalt bei den revoltierenden Soldaten. Bei Bildung des Rates der Volksbeauftragten war ein weiterer Machtfaktor – die OHL (und damit das gesamte Militär) – noch nicht eingebunden worden. Noch am Abend des 10. November bot Wilhelm Groener im Namen der OHL Ebert die Unterstützung der Armee an. Das Ebert-Groener-Bündnis und die Nichtauflösung der OHL wurden mit Blick auf die bevorstehenden Aufgaben der Rückführung der Truppen ins Reich sowie der Demobilisierung auch von den USPD-Mitgliedern des Rates der Volksbeauftragten mitgetragen. Aber dahinter steckte auch Eberts Absicht, im Falle weitergehender revolutionärer Bewegungen ein innenpolitisch einsetzbares Machtmittel in die Hände zu bekommen. Zudem sollte ein Machtvakuum verhindert werden, das radikalen Gruppen die Usurpation der Macht ermöglicht hätte. Ferner schien das Militär auch angesichts der unklaren Grenzen zu Polen weiter notwendig zu sein. Die OHL bekam durch das Bündnis die Möglichkeit, den zeitweise eingeschränkten politischen Spielraum des Militärs wieder auszubauen und an der Etablierung eines konservativen Widerlagers gegen die Regierung zu arbeiten. Auch wenn es Ebert gelungen war, mit dem Bündnis die neue Ordnung vorerst zu stützen, scheiterte seine Hoffnung, das Militär der zivilen Regierung auf Dauer unterzuordnen.
Am 10. Dezember begrüßte Ebert heimkehrende Soldaten, die in Reih und Glied mit klingendem Spiel und unter dem Jubel der Zuschauer durch Berlin marschierten, mit den Worten: „Kein Feind hat euch überwunden.“ Damit wollte er den Soldaten seine Wertschätzung zeigen und ausdrücken, dass der Krieg nicht durch ihr militärisches Versagen, sondern wegen der überlegenen Ressourcen der Entente verloren gegangen war. Anders als von Ebert intendiert, trug er mit diesen Worten zur Dolchstoßlegende bei, die von nationalistischen Militärs und Politikern verbreitet wurde, um die junge Republik zu delegitimieren. Danach waren die Revolutionäre, darunter auch Ebert selbst, die in der Folge als Novemberverbrecher beschimpft wurden, der siegreich kämpfenden Truppe in den Rücken gefallen und somit schuld an der deutschen Niederlage. Auch in anderer Hinsicht gab der 10. Dezember ein falsches Bild: Die meisten Soldaten demobilisierten nämlich ungeordnet, indem sie Waffen und Uniform ablegten und einfach nach Hause gingen. Die Truppen, die Ebert begrüßte, bestanden aus neun Divisionen, die Groener für zuverlässig genug befunden hatte, die neue Regierung vor einer Fortsetzung der Revolution zu beschützen.

#### Für rasche Wahlen zur Nationalversammlung

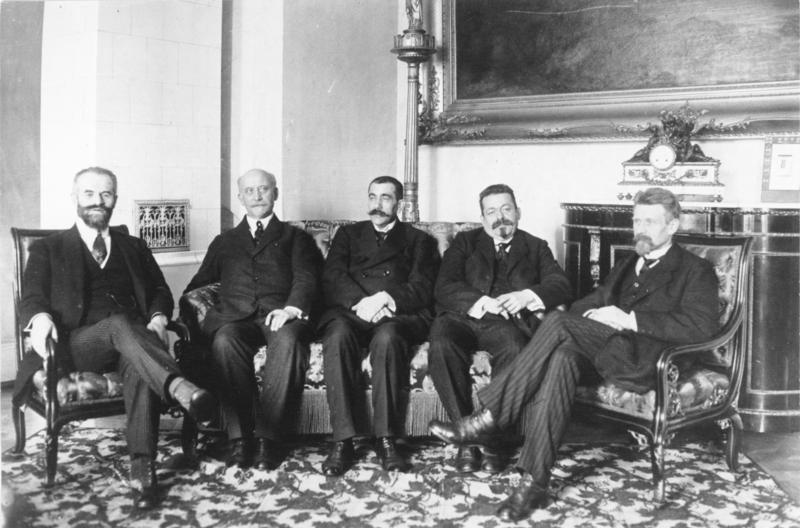
Die Volksbeauftragten Otto Landsberg, Philipp Scheidemann, Gustav Noske, Friedrich Ebert und Rudolf Wissell nach dem Austritt der Unabhängigen aus der Regierung

Ebert begriff die von ihm geleitete Regierung als Provisorium, das als Konkursverwalter des Alten auftreten musste und die Macht treuhänderisch zu verwalten hatte, bis eine neue Regierung auf Basis demokratischer Wahlen des ganzen Volkes installiert war. Ziel der Regierung Ebert war es, neben den zunächst anstehenden gewaltigen Aufgaben wie Demobilisierung des Heeres und Sicherstellung der Volksernährung, den preußisch-deutschen Obrigkeitsstaat zu beseitigen, eine klassische Demokratie westlichen Musters zu errichten und das politische Bündnis zwischen Arbeiterschaft und Bürgertum aufrechtzuerhalten, das Ebert einerseits und insbesondere der führende Zentrumspolitiker Matthias Erzberger andererseits ein Jahr zuvor mit dem interfraktionellen Ausschuss zustande gebracht hatten. Den Sozialismus wollte die MSPD auf demokratischem Wege einführen. Eine Revolution wie in Russland, die zur bolschewistischen Diktatur und zu einem Bürgerkrieg geführt hatte, lehnte sie entschieden ab. Um einer derartigen Entwicklung in Deutschland entgegenzuwirken, wollte Ebert die Revolution beenden und schnellstmöglich Wahlen zu einer Nationalversammlung einleiten.
Ebert befand sich also im Gegensatz zu revolutionären Kräften, die auf einer Fortsetzung der Revolution bestanden. Innerhalb des Rats der Volksbeauftragten setzten sich die USPD-Vertreter dafür ein, die Revolutionsphase für die Verwirklichung einer Reihe von weitgehenden Forderungen der Sozialdemokratie wie Sozialisierungen zu nutzen und dafür die Einberufung der Nationalversammlung aufzuschieben. Auf dem Reichsrätekongress fand Ebert aber für seine Politik eine breite Mehrheit: Mit 400 gegen 50 Stimmen votierten die Delegierten der Arbeiter- und Soldatenräte für die Wahl einer Nationalversammlung zum frühestmöglichen Zeitpunkt.
Damit zerbrach faktisch die Koalition von SPD und USPD. Äußerer Anlass waren die Weihnachtskämpfe, als am Morgen des 24. Dezember 1918 reguläre Truppen des Generalkommandos Berlin auf Eberts Bitte hin den Neuen Marstall und das Berliner Stadtschloss mit Artillerie beschossen. Dort war die meuternde Volksmarinedivision stationiert, die nach einem Streit um ihre Auflösung und die ausstehende Zahlung ihres Soldes die Reichskanzlei besetzt und den Berliner Stadtkommandanten Otto Wels als Geisel genommen und misshandelt hatte. Die Eroberung scheiterte unter anderem am Eingreifen der Sicherheitswehr, die dem Berliner Polizeipräsidenten Emil Eichhorn (USPD) unterstand. Ebert handelte einen Kompromiss aus, der Wels befreite und die Volksmarinedivision abziehen ließ, ihr dafür aber den ausstehenden Sold und eine Bestandsgarantie einbrachte.
Über Eberts Rolle in dieser Krise gehen die Meinungen auseinander. Der Historiker Ulrich Kluge vermutet, dass Ebert absichtlich auf Hilfe loyaler bewaffneter Kräfte des Arbeiter- und Soldatenrates Potsdam verzichtet habe, um durch ostentative Hilfslosigkeit seine Zusammenarbeit mit der OHL und den Einsatz regulärer Truppen rechtfertigen zu können. Eberts Biograph Walter Mühlhausen zitiert dagegen Erinnerungen Noskes aus dem Jahr 1920, wonach auf Hilferufe der Regierung nur „ganze 80 Mann gekommen“ seien. Nach den Memoiren Groeners sei es Ebert außerordentlich schwergefallen, diesen zur Anwendung militärischer Gewalt gegen die meuternden Matrosen zu ermächtigen. Der Historiker Hagen Schulze hält es für möglich, dass Ebert den Konflikt um die Volksmarinedivision absichtlich eskalieren ließ, um die USPD aus der Regierung zu drängen. Tatsächlich übten diese am 28. Dezember heftige Kritik sowohl an Eberts „Blankoscheck“ für die Truppe als auch am Artilleriebeschuss des Schlosses und traten unter Protest gegen diese Maßnahmen am 29. Dezember aus der gemeinsamen Übergangsregierung aus. Der Spartakusbund berief zum Jahreswechsel einen Reichskongress ein, auf dem sich verschiedene linke Gruppen zur KPD zusammenschlossen. Eine Mehrheit lehnte dort die Beteiligung an den für den 19. Januar angesetzten Wahlen zur Nationalversammlung ab.
Nachdem Eberts Restregierung den Berliner Polizeipräsidenten Eichhorn abgesetzt hatte, besetzten Arbeiter, die den Revolutionären Obleuten nahestanden, am 5. Januar 1919 das Berliner Zeitungsviertel. Von dort aus waren zuvor bereits Mordaufrufe an den Führern der Linken veröffentlicht worden. Nach gescheiterten Verhandlungen und um der Ausweitung eines Generalstreiks zuvorzukommen, gab Ebert am 8. Januar dem Militär den Befehl, den Spartakusaufstand niederzuschlagen. Ebert wollte im Bündnis mit der Obersten Heeresleitung die Revolution eindämmen. Am 10. Januar rückten die von Noske um Berlin zusammengezogenen Freikorps in die Stadt ein. Damit war die Novemberrevolution, die Ebert zur Kanzlerschaft verholfen hatte, praktisch beendet und eine Vorentscheidung über die Art der Weimarer Verfassung gefallen.
Am 15. Januar wurden Rosa Luxemburg und Karl Liebknecht von Offizieren des größten Freikorps, der Garde-Kavallerie-Schützen-Division, ermordet. Deren erster Generalstabsoffizier Waldemar Pabst hatte nach eigener Aussage zuvor mit Reichswehrminister Noske telefoniert. In den folgenden Monaten wurden die übrigen Versuche, in deutschen Großstädten ein Rätesystem zu etablieren, ebenfalls militärisch niedergeschlagen.

### Reichspräsidentschaft

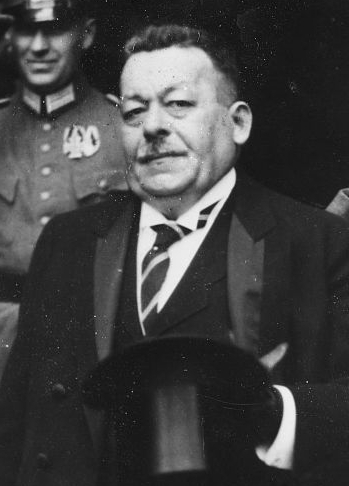
Reichspräsident Friedrich Ebert

#### Amtsverständnis und politische Reichweite
Am 19. Januar 1919 fand die Wahl zur Deutschen Nationalversammlung statt. Die SPD wurde mit 37,90 % zwar stärkste Partei, blieb aber bis zum Ende der Weimarer Republik auf Koalitionen mit der Zentrumspartei und den Liberalen angewiesen. Die ab dem 6. Februar in Weimar tagende Nationalversammlung wählte Ebert am 11. Februar 1919 zum Reichspräsidenten der Weimarer Republik. Die Gründe, weshalb Ebert dieses Amt und nicht jenes des Reichsministerpräsidenten anstrebte, sind unklar, weil es darüber keine Selbstzeugnisse gibt. In seiner Rede nach der Wahl definierte er das Amt des Reichspräsidenten als Wahrer der nationalen Einheit, als Schützer des Rechts sowie der inneren und äußeren Sicherheit.

„Ich will und werde als der Beauftragte des ganzen deutschen Volkes handeln, nicht als Vormann einer einzigen Partei. Ich bekenne aber auch, dass ich ein Sohn des Arbeiterstandes bin, aufgewachsen in der Gedankenwelt des Sozialismus, und dass ich weder meinen Ursprung noch meine Überzeugung jemals zu verleugnen gesonnen bin.“

Ebert wollte sich nicht nur auf die repräsentative Funktion des Amtes konzentrieren, sondern sah die Aufgabe des Präsidenten auch darin, zu beraten und bei Konflikten schlichtend einzugreifen. Dies setzte eine Vertrautheit mit dem Geschehen im Lande voraus. Um diesem Anspruch gerecht zu werden, verlangte Ebert nach einem eigenen Apparat. Damit stieß er beim Reichsministerpräsidenten Philipp Scheidemann und auch bei der SPD-Fraktion in der Nationalversammlung auf starken Widerstand. Diese befürchteten, dass so eine Nebenregierung entstehen könnte. Erst die bürgerliche Regierung von Constantin Fehrenbach bewilligte dem Reichspräsidenten eine angemessene personelle Ausstattung. Nach einigen Vorgängern übernahm Otto Meißner die Leitung.
Um möglichst genaue Informationen zu erhalten, veranlasste Ebert bereits 1919 das Reichswirtschaftsministerium zur Abfassung umfassender Reichswirtschaftsberichte. Er ließ sich auch über die Lage der Arbeiter informieren und versuchte, in Konfliktfällen zwischen den Tarifpartnern oder anderen Kontrahenten im sozialen und ökonomischen Bereich zu vermitteln. Vor wichtigen Entscheidungen empfing er oft die zuständigen Minister. Allerdings waren letztlich die Kompetenzen Eberts in dieser Hinsicht begrenzt. Sein Wunsch, als Ausgleich für die sozialen Einschnitte von 1923 auf der anderen Seite die Besitzenden finanziell stärker zu belasten, wurde etwa vom Reichsfinanzministerium nicht befolgt; dieses betrieb vielmehr eine gegenteilige Politik. Gute Informationen und Kontakte hatte er gerade in der Außenpolitik. Aber auch in diesem Bereich wurde Ebert über wichtige Entscheidungen, wie etwa den Vertrag von Rapallo, häufig erst zu spät informiert, um daran noch etwas ändern zu können. Details der deutsch-sowjetischen Beziehungen, wie die geheime Aufrüstung Deutschlands mit Hilfe der UdSSR, erfuhr er gar nicht erst. Nach außen hin stützte Ebert, bei aller intern geäußerten Kritik, die Außenpolitik der deutschen Regierungen.

#### Versailler Vertrag
Eine nicht unbedeutende Rolle spielte Ebert während der Krise um die Annahme des Versailler Vertrages. Anfangs hatte er sich in der Sache noch bedeckt gehalten, ihm war aber klar, dass es keine realistische Alternative gab. Philipp Scheidemann und ein Teil der Regierung wollten dies aber nicht mittragen und kündigten ihren Rücktritt an. Ebert hatte in den letzten Einigungsversuchen im Kabinett, in den interfraktionellen Beratungen und in Verhandlungen des Reichs mit den Ländern den Vorsitz. Ihm gelang es allerdings nicht, Scheidemann von seinem Rücktritt abzuhalten. Auch ein Appell an die SPD-Fraktion scheiterte. Mit Erfolg drängte er Gustav Bauer, eine neue Regierung zu bilden. Ebert sprach sich nach der Unterzeichnung zwar für unbedingte Vertragstreue aus, strebte aber auch eine Revision des Versailler Vertrages an.

#### Badehosenfoto

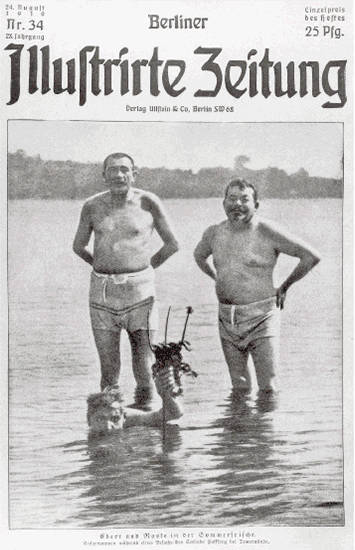
Friedrich Ebert und Gustav Noske in der Ostsee, 1919

Friedrich Eberts Präsidentschaft war begleitet von häufigen Polemiken gegen ihn von linken, liberalen und deutschnationalen Kritikern. 
Höhepunkt war die Veröffentlichung eines Fotos von ihm und Reichswehrminister Gustav Noske in Badehosen in der Berliner Illustrirten Zeitung am 21. August 1919, am Tag seiner Vereidigung als erster Reichspräsident der Weimarer Republik. Diese Darstellung entsprach auch in der damaligen Zeit nicht dem allgemeinen Schönheitsideal. Das Foto löste in den folgenden Monaten und Jahren öfter Spott und Häme hervor, auch als Karikaturen in verschiedenen Zeitschriften. Bei einigen öffentlichen Auftritten von ihm wurden ironisch rote Badehosen in die Höhe gehoben.
Friedrich Ebert führte etwa 200 Prozesse wegen Verleumdungen gegen ihn, meist in Zusammenhang mit dem Badehosenfoto. Sein früher Tod war wahrscheinlich auch eine Folge der psychischen und körperlichen Belastungen dieser fortgesetzten Kampagnen gegen ihn.

#### Kapp-Putsch

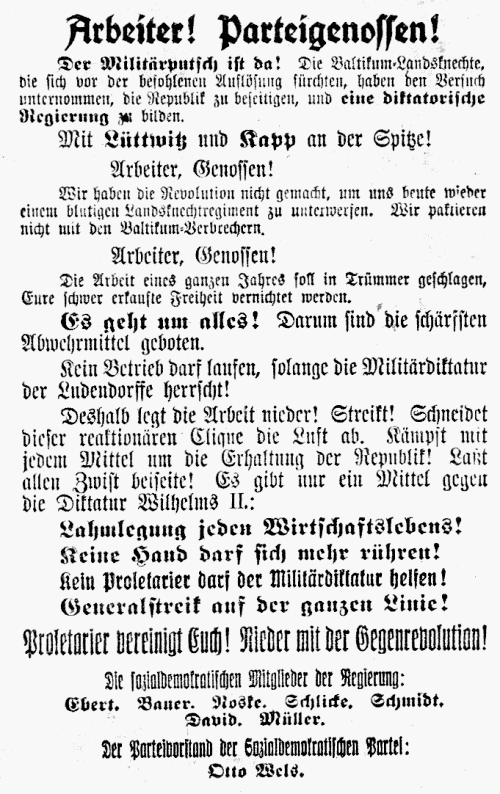
Aufruf Eberts und der SPD-Minister zum Generalstreik

Nach den Auflösungsanordnungen gegen die mit rechtsradikalen Akteuren durchsetzten Freikorps Marine-Brigade Ehrhardt und Marine-Brigade von Loewenfeld protestierte General Walther von Lüttwitz und versuchte am 10. März 1920, bei Ebert die Rücknahme des Befehls zu erreichen. Ebert lehnte dieses Ansinnen wie auch Lüttwitz’ Forderungen nach Auflösung der Nationalversammlung, Neuwahlen von Reichstag und Reichspräsident ab. Reichswehrminister Noske enthob Lüttwitz seines Amtes. Damit sah sich dieser gezwungen, den bereits gemeinsam mit Wolfgang Kapp geplanten Putsch vorzeitig zu beginnen. Es zeigte sich bald, dass Reichswehrkommandant General Hans von Seeckt und ein Großteil der Truppen die Regierung im Stich ließen und sich für neutral erklärten.
Deshalb erschien in der Nacht vom 12. auf den 13. März 1920 ein an die Arbeiterschaft gerichteter gemeinsamer Aufruf des Reichspräsidenten, der sozialdemokratischen Regierungsmitglieder und des SPD-Vorstands zum Generalstreik gegen die Putschisten Kapp und Lüttwitz. Im Nachhinein gaben die sozialdemokratischen Regierungsmitglieder an, nichts von dem Aufruf gewusst zu haben, und warfen dem Reichspressechef Ulrich Rauscher vor, im Alleingang gehandelt zu haben. Heinrich August Winkler hält es für sicher, dass zumindest Gustav Noske und Otto Wels den Text vor der Veröffentlichung kannten und billigten. Dagegen seien Bauer, Ebert und die übrigen Minister nicht eingeweiht gewesen.
Der Generalstreik legte weite Teile der Wirtschaft und des Verkehrs lahm. Auch die Mehrzahl der Beamten stellten sich hinter die Regierung Bauer und verweigerten Kapp die Gefolgschaft. Neben opportunistischen Gründen spielten dabei bei den Unterstaatssekretären, die für die höhere Beamtenschaft sprachen, auch echte Loyalität und Hochachtung gegenüber Ebert eine Rolle. Der Streik und die regierungstreue Haltung der Beamten ließ den Putsch nach fünf Tagen zusammenbrechen.
Nach dem Scheitern des Putsches war die Krise jedoch nicht beendet. Im Ruhrgebiet kämpfte die Rote Ruhrarmee, die von der USPD unterstützt wurde, für die rasche Sozialisierung der Schwerindustrie. Scheidemann, der SPD-Vorstand, die Gewerkschaften und sogar Teile der Beamtenschaft verlangten die Entlassung Noskes. Ebert wollte ihn aber möglichst halten und drohte mit seinem eigenen Rücktritt. Auch die Gewerkschaften verlangten Sozialisierungen und andere weitreichende Strukturreformen. Nach Eberts Auffassung widersprachen diese Forderungen der Verfassung. Auf die immer lauter werdende Forderung nach einer Regierungsneubildung reagierte Ebert mit der Bedingung, dass „ihm die Freiheit bei der Bildung des Kabinetts“ gelassen werden müsse. Dem stimmte die bisherige Regierung zu, und Ebert ernannte Hermann Müller zum neuen Reichskanzler. Der Versuch der Gewerkschaften, maßgeblichen Einfluss auf die Regierung zu gewinnen, war damit letztlich am Widerstand Eberts gescheitert. Noske musste er allerdings im Rahmen der Kabinettsumbildung fallen lassen.
Mit Eberts Rückendeckung schlugen Reichswehrtruppen und Freikorps den Aufstand der Roten Ruhrarmee blutig nieder. Die Bewegung für eine Sozialisierung der Schwerindustrie erlahmte nach dieser Niederlage. Im ganzen Reich setzte sich, wie die Reichstagswahlen zeigten, ein politischer Rechtsruck durch.

#### Instabile Regierungen
Die Reichstagswahl vom 6. Juni 1920 brachte der Weimarer Koalition und besonders der SPD erhebliche Verluste. Gestärkt wurden vor allem USPD, DNVP und DVP. Ebert beauftragte Hermann Müller erneut mit der Regierungsbildung. Dieser sprach sich jedoch in der Reichstagsfraktion am 13. Juni ebenso wie Scheidemann, Otto Wels, Otto Hue und Otto Braun gegen eine erneute Regierungsbeteiligung der SPD aus; nur Eduard David und Eduard Bernstein plädierten dafür. Vergeblich forderten sie im Sinne Eberts, die Regierungsposition nicht freiwillig aufzugeben, und äußerten die Befürchtung, dass die sozialen Errungenschaften der Revolution nicht verteidigt werden könnten. Die Haltung der SPD zwang Ebert dazu, eine bürgerliche Minderheitsregierung aus Zentrum, DVP und DDP mit dem Zentrumspolitiker Constantin Fehrenbach als Reichskanzler zu bilden. Diese brach allerdings vor dem Hintergrund des Londoner Ultimatums im Mai 1921 wieder auseinander. Ebert strebte nun wieder eine Weimarer Koalition an. Um dieses Ziel in der SPD durchzusetzen, drohte er erneut mit Rücktritt. Zwar weigerte sich die SPD, das Reichskanzleramt zu übernehmen, war aber in der Regierung von Joseph Wirth mit wichtigen Ressorts vertreten.
Der Reichspräsident sollte laut Verfassung eigentlich vom Volk gewählt werden. Gemäß Art. 180 S. 2 WRV übte Ebert als von der Nationalversammlung gewählter Reichspräsident sein Amt bis zum Amtsantritt des ersten volksgewählten Reichspräsidenten aus. Ebert selbst wollte diese Übergangszeit rasch beenden und drängte seit Juni 1920 wiederholt darauf, die Wahl anzusetzen. Aufgrund der Dauerkrise der Republik, in der dem Reichspräsidenten nach Art. 48 WRV besondere Verantwortung zukam, wurde der Termin jedoch immer wieder aufgeschoben. Darüber hinaus kamen grundsätzliche Bedenken auf, ob das Volk reif genug sei, um über die Besetzung eines so wichtigen Amtes abzustimmen. Unter dem Eindruck der prorepublikanischen Demonstrationen nach der Ermordung Walter Rathenaus einigte sich das Kabinett Wirth Anfang Oktober 1922 auf den 3. Dezember als Wahltermin. Ebert würde dabei von DDP und Zentrum unterstützt werden. Die DVP forderte Mitte Oktober die Verschiebung der Wahl bis zu den Reichstagswahlen 1924. Hintergrund war, dass die DNVP Hindenburg als gemeinsamen bürgerlichen Kandidaten ins Spiel gebracht hatte. Gustav Stresemann wollte einerseits keinen Präsidentenwahlkampf gegen die DNVP führen, um, wie er es rückblickend formulierte, „die große Kraftprobe zwischen Republik und Monarchie“ zu vermeiden. Andererseits wollte er sich aber auch nicht gegen Ebert stellen, um den Eintritt der DVP in eine Große Koalition, wie Ebert sie anstrebte, nicht zu gefährden. Während Ebert sich in diesem Konflikt zurückhielt, einigten sich die Fraktionen von SPD, DDP, Zentrum, DVP und BVP darauf, Eberts Amtszeit durch ein Gesetz zur Änderung des Artikels 180 der Reichsverfassung am 30. Juni 1925 enden zu lassen, das am 24. Oktober 1922 mit verfassungsändernder Mehrheit verabschiedet wurde. Dass Ebert nur parlamentarisch gewählt worden war, beeinträchtigte nach Einschätzung von Christoph Gusy Eberts „politisches Gewicht als Gründer der Republik und Träger ihres Selbstbehauptungswillens“ aber zu keinem Zeitpunkt.
Die Regierung Wirth fiel bereits Ende 1922 auseinander. Da eine Regierung mit parlamentarischer Mehrheit nicht gebildet werden konnte, ernannte Ebert Wilhelm Cuno, den der DVP nahestehenden Generaldirektor des Hapagkonzerns, zum Reichskanzler. Dieser bildete ein „Kabinett der Wirtschaft“, lediglich gestützt auf Zentrum, BVP und DVP. Diese Ernennung erwies sich als Fehlentscheidung Eberts, da sich Cuno der Aufgabe nicht gewachsen zeigte.

#### Krisenjahr 1923

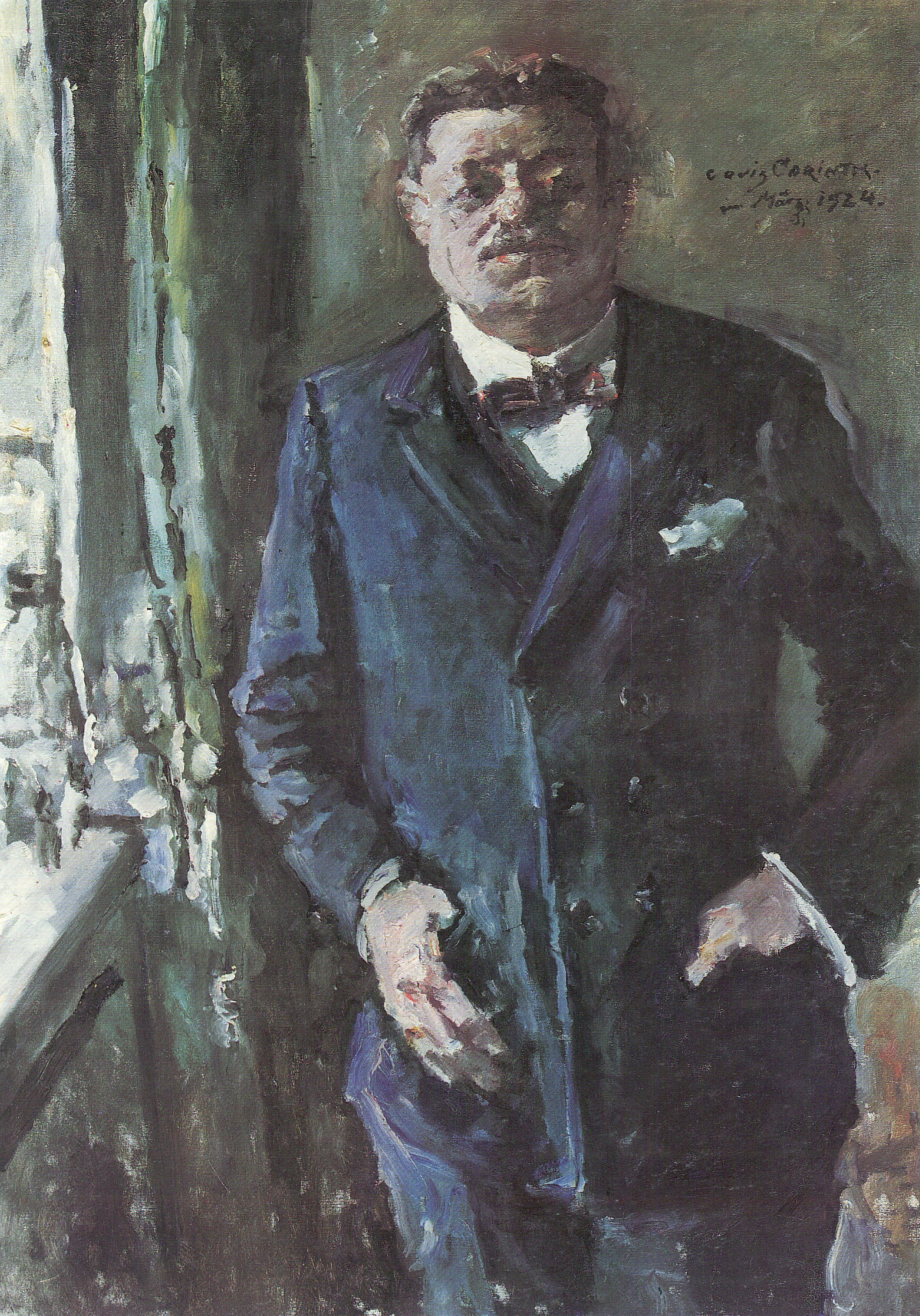
Lovis Corinth: Porträt des Reichspräsidenten Friedrich Ebert (1924)

Das Jahr 1923 war geprägt von verschiedenen teilweise eng miteinander verbundenen Krisenbereichen. Der Konflikt um die Reparationszahlungen des Deutschen Reiches gipfelte in der Besetzung des Ruhrgebiets durch französische und belgische Truppen. Dagegen rief die deutsche Regierung den passiven Widerstand aus. Die Kosten des so genannten Ruhrkampfes heizten die Inflation noch einmal heftig an. Die deutsche Währung brach faktisch zusammen. Die Industriellen an Rhein und Ruhr, namentlich Hugo Stinnes, zeigten sich entschlossen, notfalls ohne Rücksicht auf die Reichsregierung mit Frankreich zu verhandeln. Im Rheinland gab es separatistische Tendenzen. In Sachsen und Thüringen bestanden Volksfrontregierungen aus KPD und SPD, die zunehmend in Gegensatz zur Reichsregierung gerieten. In Sachsen riefen kommunistische Mitglieder der Regierung zur Errichtung einer proletarischen Diktatur auf. In Bayern arbeitete der Generalstaatskommissar Gustav Ritter von Kahr mit den rechtsextremen Organisationen bis hin zur NSDAP zusammen. Dabei stellte er sich mehrfach gegen Beschlüsse der Reichsregierung und arbeitete auf deren Sturz und eine Diktatur hin.

##### Konflikt um Währungsreform und Sozialpolitik
Das Kabinett Cuno konnte sich noch bis August 1923 halten. Angesichts des Misserfolgs des Ruhrkampfes waren auch die den Kanzler stützenden Parteien zu einer neuen Regierungsbildung bereit. Das Ziel Eberts war es, eine Große Koalition von der SPD bis hin zur DVP zu bilden. Da die politische Rechte einen sozialdemokratischen Regierungschef nicht anerkannt hätte, ernannte Ebert Gustav Stresemann, den Vorsitzenden der DVP, zum Reichskanzler. Stresemann stellte den Ruhrkampf ein und tat erste Schritte auf dem Weg zu einer Währungsreform.
Hinsichtlich der Annäherung an Frankreich konnte sich Stresemann vor allem auf Ebert und die SPD stützen. Bei der Lösung der innenpolitischen Probleme dagegen gab es zwischen SPD und Stresemann erhebliche Differenzen, die auch Ebert nicht ausräumen konnte. Im Gegensatz zu dem Beschluss einer Kabinettssitzung unter dem Vorsitz Eberts, bei der festgelegt wurde, die Sanierung der Reichsfinanzen auf der einen Seite und die Stabilisierung der Währung auf der anderen Seite getrennt zu behandeln, beschloss die Regierung später das Gegenteil. Nunmehr wurde die Währungsreform untrennbar mit sozialen Einschnitten, wie der Aufhebung des Achtstundentages, verbunden. Die bürgerlichen Parteien wünschten zudem, dass Ebert den Kanzler in diesem Sinne mit Berufung auf Artikel 48 der Reichsverfassung legitimieren sollte, während die SPD bei den sozialpolitischen Fragen auf einem ordentlichen Gesetzgebungsverfahren bestand.
Dieser Konflikt führte zum Bruch des ersten Kabinetts Stresemann am 3. Oktober 1923. Ebert berief Stresemann jedoch erneut zum Regierungschef und übte Druck auf die SPD aus, wieder in die Große Koalition einzutreten. Auf Druck Eberts gab die SPD auch inhaltlich im Wesentlichen nach und stimmte der Lösung der Krise auf dem Weg der Notverordnung gemäß Art. 48 zu.

##### Streit um Bayern und Sachsen
Kaum war dieses Problem überwunden, kam es wegen der Behandlung Sachsens und Bayerns erneut zu schweren Konflikten in der Koalition. Beide Länderregierungen hatten sich ganz oder teilweise von der Verfassungsordnung entfernt. Aber die Rechtsparteien setzten gegen die Linksregierungen in Sachsen und Thüringen unter Billigung Eberts die gewaltsame Reichsexekution gemäß Artikel 48 der Verfassung durch. Dasselbe im Fall Bayerns zu tun, weigerten sich die Rechtsparteien mit dem Argument, dafür sei die Regierung zu schwach. Ebert stimmte dieser Haltung letztlich zu. Zwischen Ebert und seiner Partei kam es daraufhin zu einer deutlichen Entfremdung.
Ein Aspekt der Entscheidung Eberts war dessen Befürchtung, dass General Hans von Seeckt die Situation nutzen könnte, um eine Militärdiktatur zu errichten. Um Seeckt den Wind aus den Segeln zu nehmen, übertrug Ebert ihm gemäß Artikel 48 vorübergehend die gesamte vollziehende Gewalt, unter der Bedingung, dass dieser dem Reichspräsidenten ausdrücklich seine Loyalität zusicherte. Dadurch wurde Seeckt von den bayerischen Monarchisten und von den Befürwortern einer Diktatur in der Reichswehrführung getrennt und sah sich gezwungen, entgegen seiner Absicht bei der Niederschlagung des Hitler-Ludendorff-Putsches in München mitzuhelfen.
An dem Konflikt um die Länder Bayern, Sachsen und Thüringen zerbrach die Koalition. Die SPD ging nun in die Opposition, und Ebert bildete ein Kabinett um den Zentrumspolitiker Wilhelm Marx. Eberts Ansehen in der SPD und der Arbeiterschaft insgesamt hat unter den Vorgängen von 1923 erheblich gelitten. Er hatte mitgeholfen, zentrale sozialpolitische Errungenschaften der Revolution wieder zu beseitigen. Andererseits gelang es 1923/24, die Währung zu stabilisieren (Währungsreform 1923), die Staatsausgaben in den Griff zu bekommen und mit dem Dawes-Plan Ansätze zu einer Erleichterung der Reparationen einzuleiten. Nicht zuletzt Ebert war es zu verdanken, dass die parlamentarische Demokratie ihre bis dahin schwerste Krise überstand.

#### Magdeburger Prozess und Tod

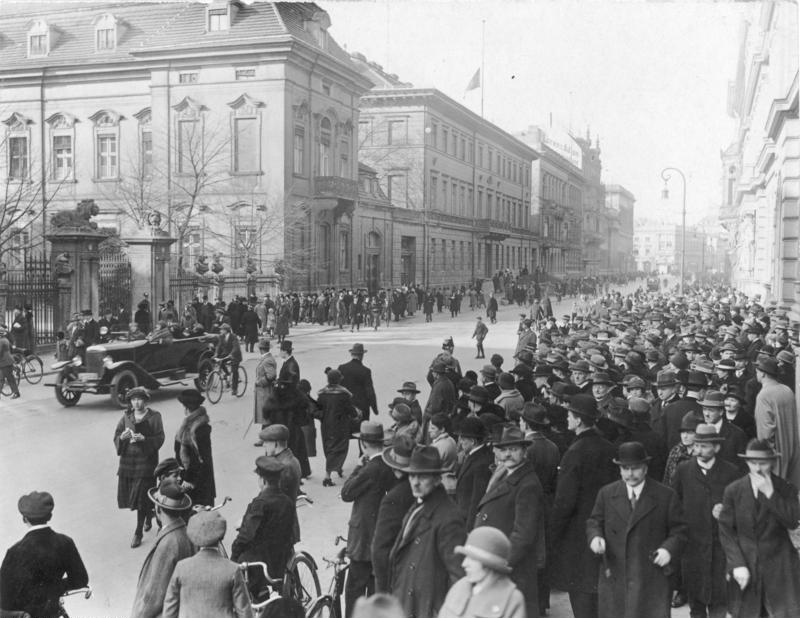
Das Reichspräsidenten-Palais in der Wilhelmstraße, umlagert von einer tausendköpfigen Menschenmenge am Sonntag Vormittag, den 1. März 1925, nach dem Tod von Ebert.

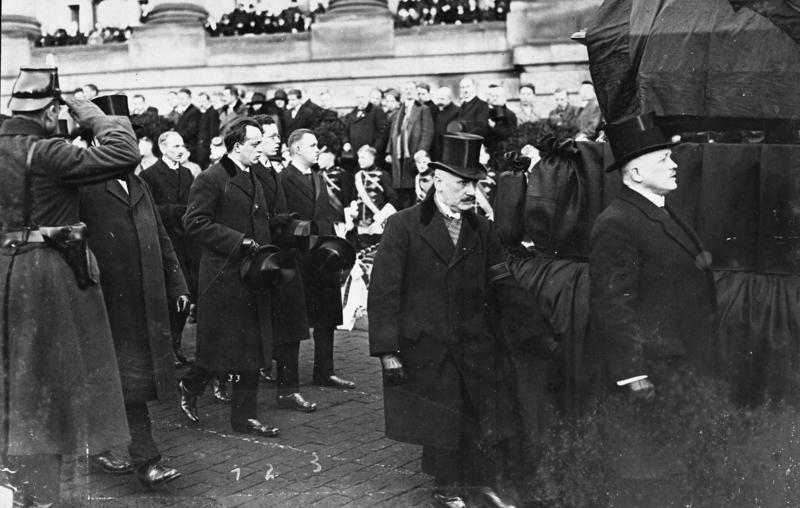
Trauerzug für den verstorbenen Friedrich Ebert

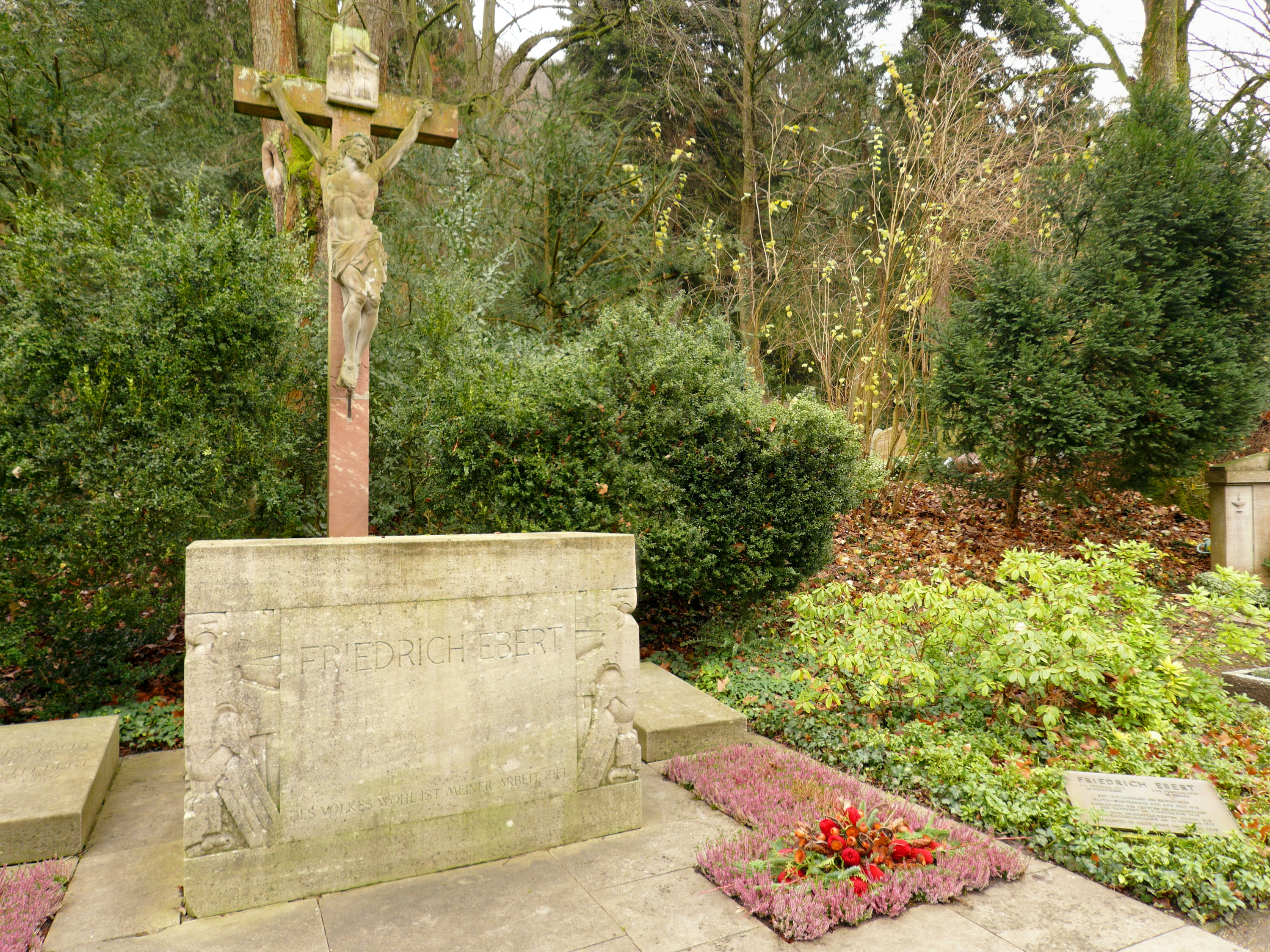
Grabanlage des Reichspräsidenten Friedrich Ebert auf dem Heidelberger Bergfriedhof (Abt. V neu)

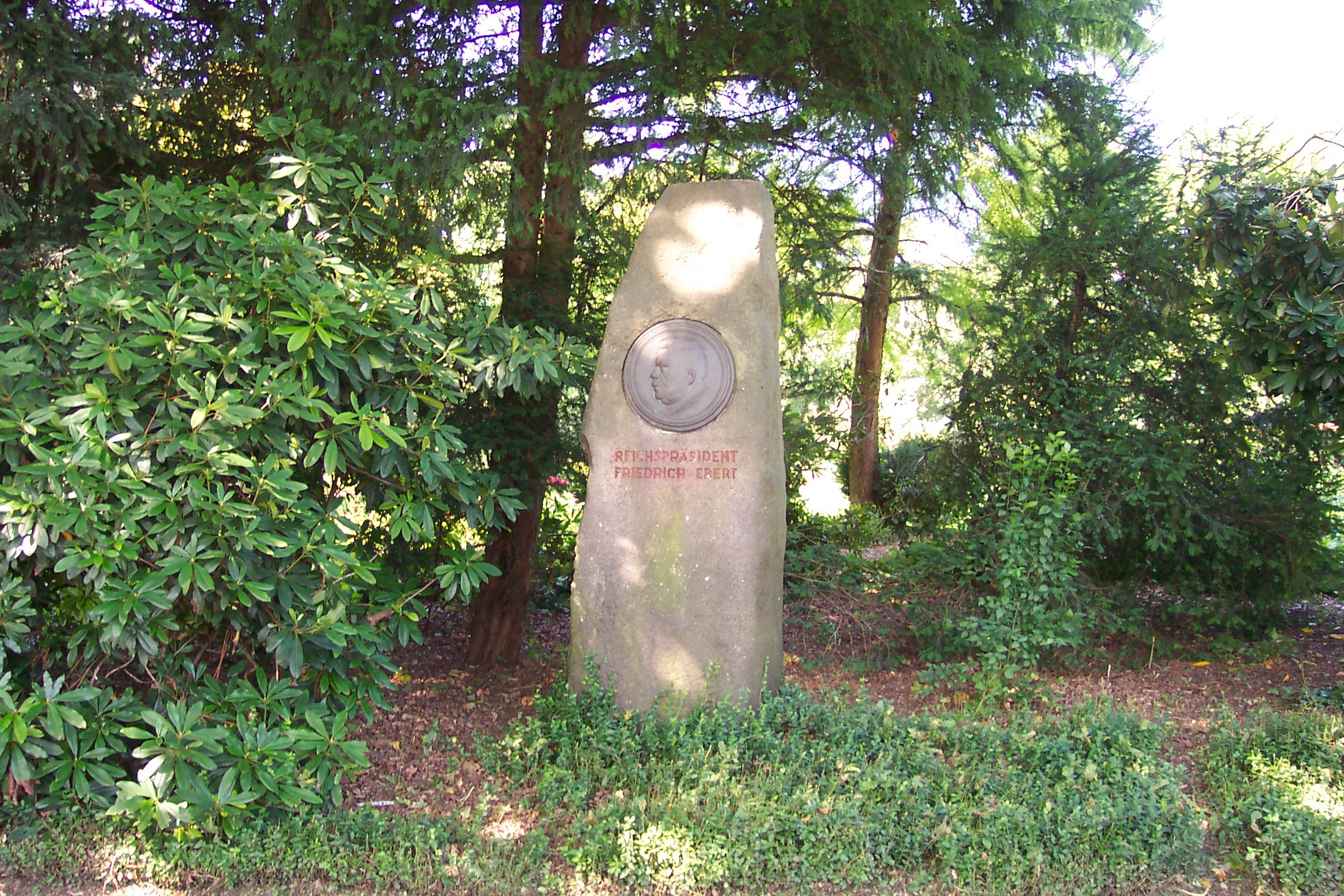
Gedenkstein in Wuppertal

Gedenkstein in Wedel

Eberts letzte Monate waren von einer politischen Niederlage geprägt. Ein Redakteur der Mitteldeutschen Presse warf ihm vor, die Kriegsniederlage durch sein Verhalten vor und nach Kriegsende mitverschuldet zu haben. Im Verlauf des Beleidigungsprozesses, den Ebert vor dem Amtsgericht Magdeburg daraufhin angestrengt hatte, wurde sein Geheimabkommen mit General Wilhelm Groener publik. Dabei kam auch Eberts Verhalten im Januarstreik 1918 zur Sprache. Ebert betonte, er habe sich nur in die Streikkommission wählen lassen, um den Streik so schnell wie möglich zu beenden. Am 23. Dezember 1924 verurteilte das Gericht zwar den Journalisten wegen der Beleidigung des Staatsoberhauptes, stellte aber in der Urteilsbegründung fest, dass dessen Behauptung, Ebert habe als Beteiligter am Januarstreik Landesverrat begangen, im strafrechtlichen Sinn zutreffend sei. Trotz des Eintretens namhafter Persönlichkeiten sowie der Reichsregierung für Ebert bestätigte das Magdeburger Urteil das demokratiefeindliche Lager in seinem Hass auf die Republik. Erst postum wurde Ebert 1931 durch das Reichsgericht rehabilitiert.
Ebert hatte mit Rücksicht auf seinen laufenden Prozess die chirurgische Behandlung einer im Februar 1925 akut gewordenen Appendizitis durch August Bier verzögert. Im Alter von 54 Jahren erlag er am 28. Februar um 10:15 Uhr im Berliner West-Sanatorium der bei der Operation am 23. Februar diagnostizierten, durch eine Appendixperforation („Blinddarmdurchbruch“) verursachten Peritonitis (Bauchfellentzündung).

#### Trauerfeierlichkeiten
Die Trauerfeierlichkeiten wurden zu einer republikweit begangenen, würdigen Zeremonie, die vom Kunstwart der Republik, Edwin Redslob, gestaltet wurde. Am 4. März wurde der Sarg in feierlicher Prozession vom Hause Ebert über den Reichstag zum Potsdamer Platz gefahren. Mehrere Zwischenstopps, Feiern, Ansprachen unterwegs. Der Weg war als Trauerstraße durch große Lorbeerbäume, schwarz verhangene Kandelaber, einen Wald schwarzer Banner und grün umhüllte Litfaßsäulen ausgestaltet. Ernst und feierlich, ohne überladen zu wirken, wirkte die Stimmung. Dem schloss sich die Weiterfahrt per Sonderzug zu seinem Geburtsort Heidelberg an, die von Aufenthalten und Trauerfeiern unterbrochen wurden, die von unerwarteten Menschenmassen unterwegs begleitet wurden. Station für Station gab es Kundgebungen von großer Schlichtheit und Angemessenheit. Es folgte eine Beerdigung, die als eindrucksvoll und berührend geschildert wurde. Schlag 11 Uhr am Tag der Beisetzung ruhte republikweit der öffentliche und private Verkehr für fünf Minuten, die Belegschaften der großen Firmen versammelten sich auf den Straßen zu kurzem Gedenken.
Ebert wurde in seiner Heimatstadt auf dem Heidelberger Bergfriedhof beigesetzt. Die „außergewöhnlich großflächig angelegte, eines Staatsmannes würdige“ Grabanlage befindet sich in der Abteilung V neu und umfasst den Bereich 84/84 A, B, C, D, E, F, G und H sowie den Bereich 85/85 A, B und C. Bei der Beerdigung am 5. März 1925 hielten Willy Hellpach als Staatspräsident Badens, der Heidelberger Oberbürgermeister Ernst Walz, der SPD-Vorsitzende Hermann Müller, der badische Landtagspräsident Eugen Baumgartner sowie Theodor Leipart als ADGB-Vorsitzender Grabreden. Obwohl Ebert katholisch getauft und aus der Kirche ausgetreten war, hielt der evangelische Theologe Hermann Maas, Pfarrer an der Heidelberger Heiliggeistkirche, ebenfalls eine Trauerrede. Maas wurde dafür von Vorgesetzten gerügt.

## Einordnung und Beurteilung
Ebert war seit seinem Amtsantritt als SPD-Vorsitzender stark umstritten. Auf der einen Seite standen Bewunderung und Verehrung für den Vertreter der „kleinen Leute“, der sich aus einfachen Verhältnissen zum Führer der größten und fortschrittlichsten Partei emporgearbeitet hatte. Seinen Ruf als einheitsstiftender „roter Kaiser“ bewahrte Ebert noch bis weit in die Novemberrevolution hinein.
Nach seinem Entschluss, reichsweit Militär gegen revolutionäre Arbeiter und „Räterepubliken“ einzusetzen, galt er der radikalen Linken als „Verräter der Arbeiterklasse“, „reaktionärer Militarist“ und „Agent der Bourgeoisie“. Bei Rechten und Rechtsradikalen wiederum galt er als der „Verzichtspolitiker“, der die Kapitulation des Deutschen Reiches und die Unterzeichnung des Versailler Vertrags maßgeblich zu verantworten hatte („Novemberverbrecher“, „Landesverräter“). Diese Ablehnung erstreckte sich bei den Rechten auch auf die Weimarer Verfassung, für deren Zustandekommen Ebert stand.
Seine politische Prägung war im Kaiserreich gewachsen und blieb diesem verhaftet. Er verkörperte den Typus des Realpolitikers, der die gegebenen legalen Spielräume nutzte, um kleine, schrittweise Verbesserungen für die Masse der lohnabhängigen Bevölkerung zu erreichen – ein Revolutionär war er nie. Max von Baden zufolge sagte Ebert am 7. November 1918 über die Revolution: „Ich aber will sie nicht, ich hasse sie wie die Sünde.“ Deshalb müsse der Kaiser abdanken, nur so lasse sich eine Revolution noch vermeiden.
Ebert strebte eigentlich eine parlamentarische Monarchie an, die er schon mit der Oktoberreform vom 5. Oktober 1918 erreicht sah. Sein Verständnis von „Sozialismus“ sah keine Eingriffe in Produktionsverhältnisse vor, obwohl dies dem immer noch gültigen Erfurter Programm der SPD entsprochen hätte. Vielmehr setzte er auf eine tarifliche Absicherung von Arbeitszeiten und Versorgungsansprüchen der Arbeiter in der Tradition von Bismarcks Sozialgesetzen.
Sein Misstrauen galt in erster Linie den linksradikalen Revolutionären und den Anhängern der Bolschewiki. Um diese abzuwehren und eine demokratische Entwicklung zu sichern, arbeitete er mit Gegnern der Sozialdemokratie zusammen: dem kaiserlichen Offizierskorps und Generälen der Obersten Heeresleitung. Diese hatten ihn im Oktober 1918 zur Teilhabe an der Macht eingeladen, um sich ihrer eigenen Verantwortung für die Kriegsniederlage und deren Folgen zu entziehen.
Ebert entfremdete die SPD-Führung von einem Teil ihres Wählerpotentials, der die ursprünglichen Parteiziele nicht aufgeben wollte. Allerdings hatte die „Spaltung der Arbeiterklasse“ – genauer gesagt, ihrer politischen Repräsentation – bereits vor dem Ersten Weltkrieg begonnen und beruhte auf fundamental unterschiedlichen Auffassungen über den richtigen politischen Weg.
In der geschichtswissenschaftlichen Diskussion über Ebert und die Novemberrevolution steht die Frage im Vordergrund, ob beispielsweise durch radikalere Veränderungen im Beamtenapparat die spätere Entwicklung der Republik nicht besser verlaufen wäre. Dieser Meinung waren beispielsweise Gerhard A. Ritter und Susanne Miller. Hagen Schulze hingegen weist die Kritik an der bürokratischen Kontinuität zurück, denn ein hochdifferenzierter moderner Staat wie Deutschland hätte „ohne das äußerst komplizierte Netzwerk von hochqualifizierten Verwaltungsfachleuten“ nicht bestehen können. Selbst in Russland sei die bisherige Verwaltung von den Bolschewiki „fast en bloc“ übernommen worden. Das Problem in Deutschland sei gewesen, dass man später auf eine strikte Kontrolle und Anwendung der neuen Normen verzichtet habe. Auch Heinrich August Winkler betont die faktische Unmöglichkeit bestimmter Forderungen der radikalen Linken, und nicht einmal die Freien Gewerkschaften dachten an „Eingriffe in die bestehende Eigentumsordnung“. Dennoch meint Winkler, der Verzicht auf Veränderungen sei weiter gegangen, „als es die Verhältnisse erforderten“. So gab es nicht einmal Ansätze dazu, die Armee republiktreu aufzubauen.

## Nachleben

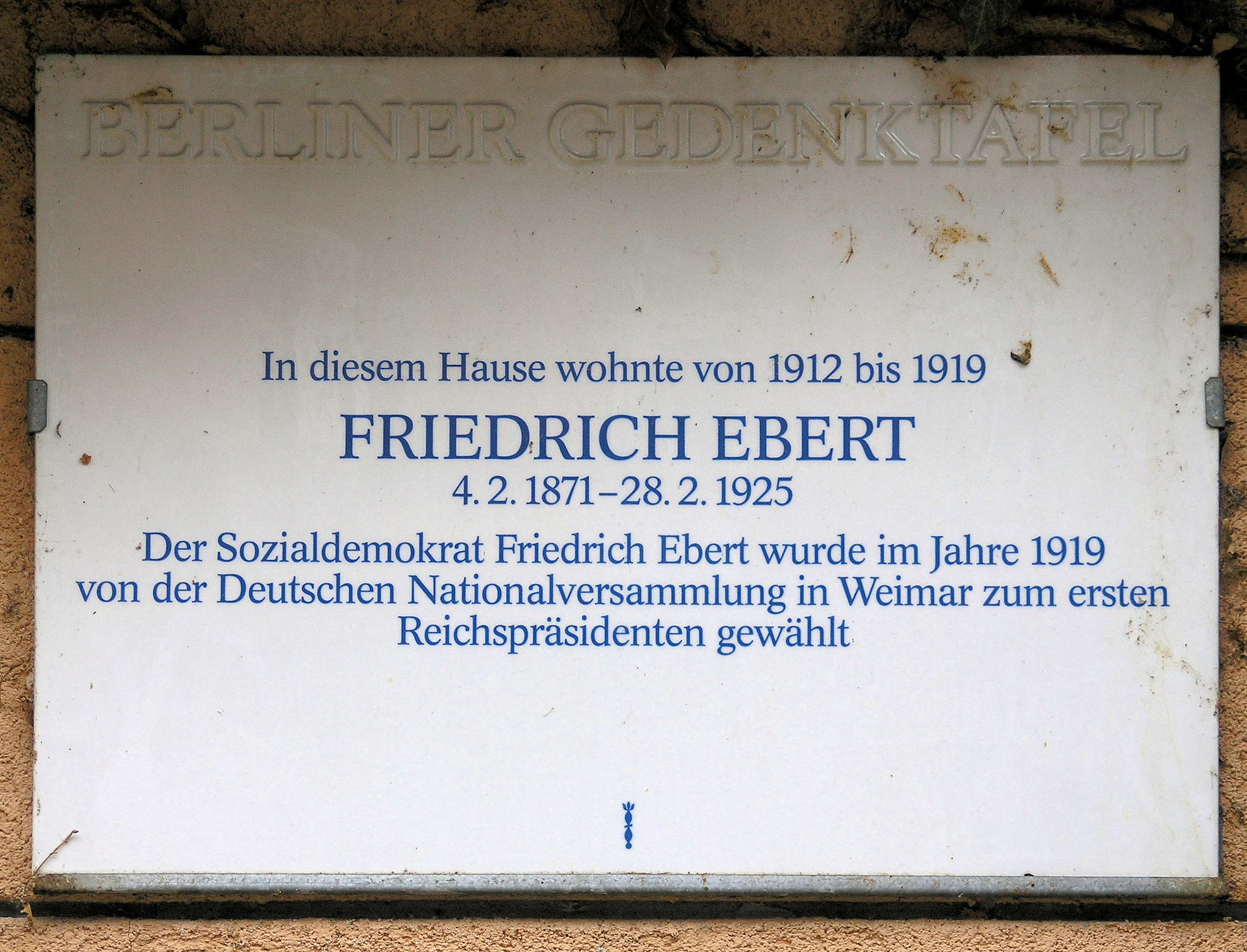
Berliner Gedenktafel am Haus Defreggerstraße 20, Berlin-Alt-Treptow

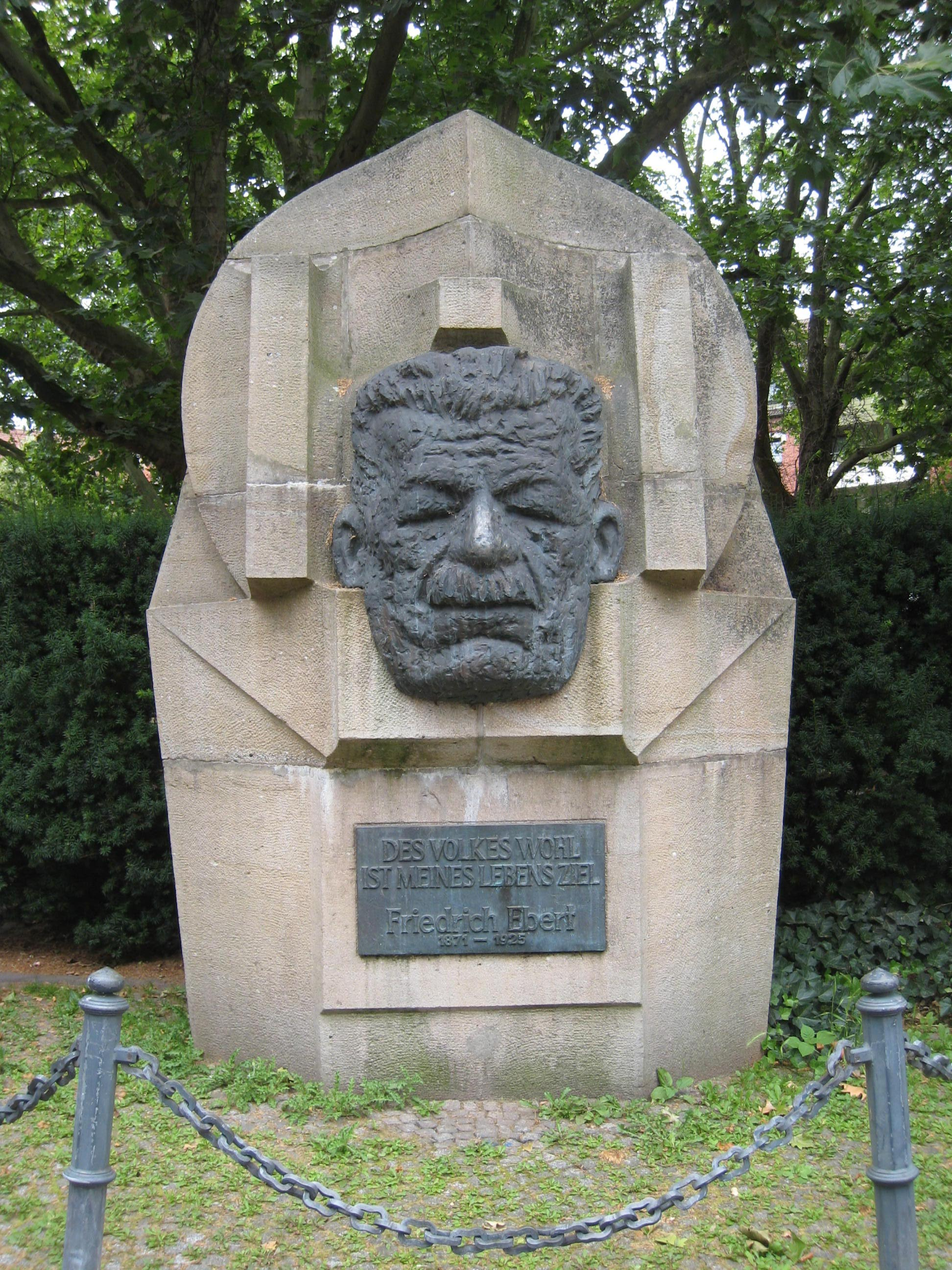
Friedrich-Ebert-Denkmal in Hörde nach ursprünglichem Entwurf von Bernhard Hoetger

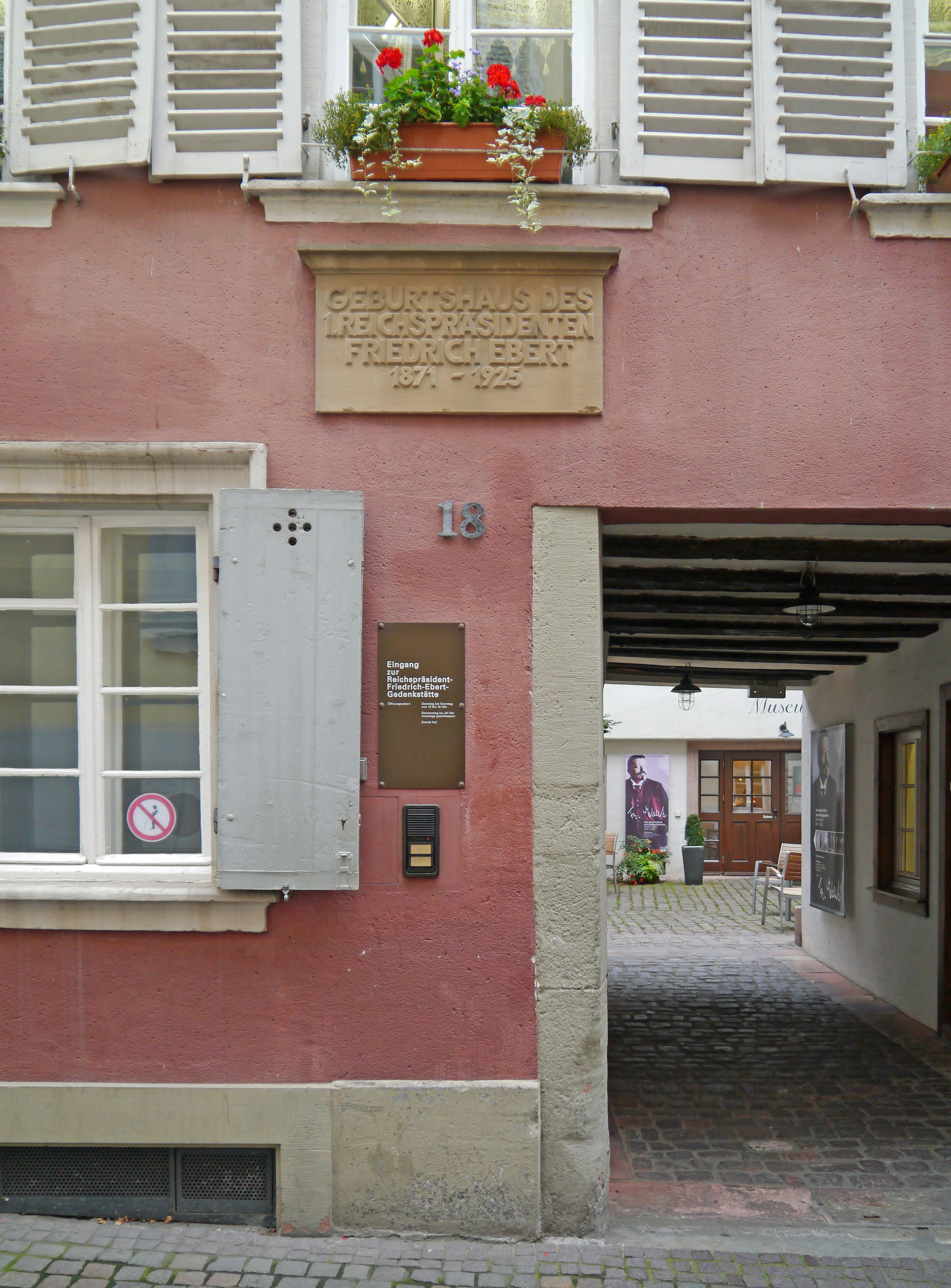
Geburtshaus und Museum in der Pfaffengasse 18, Heidelberg

### Ehrungen
- Die der SPD nahe stehende Friedrich-Ebert-Stiftung betreibt Forschung, Bildungsarbeit, Studienförderung und internationale Entwicklungszusammenarbeit.
- Die bundesunmittelbare Stiftung Reichspräsident-Friedrich-Ebert-Gedenkstätte, eine der sieben Politikergedenkstiftungen, unterhält die Reichspräsident-Friedrich-Ebert-Gedenkstätte in Heidelberg.
- Ehrengrab auf dem Heidelberger Bergfriedhof: Ein großer Altarstein aus Muschelkalk trägt unter dem Namen Friedrich Ebert die Aufschrift: „Des Volkes Wohl ist meiner Arbeit Ziel“. Die Ecken des Blocks bilden stilisierte Reichsadler. Hinter dem Stein erhebt sich ein Hochkreuz mit Corpus Christi. Neben dem Steinblock befindet sich eine Gedenkplatte, die an die beiden im Ersten Weltkrieg gefallenen Söhne erinnert: Georg Ebert und Heinrich Ebert, die in Frankreich begraben sind.
- Benennung von zahlreichen Schulen, Siedlungen, Straßen und Plätzen in Deutschland, z. B. Friedrich-Ebert-Platz mit Denkmal in Dortmund-Hörde, Friedrich-Ebert-Siedlung, Friedrich-Ebert-Platz (Nürnberg) bzw. Schulen.

Siehe auch: Friedrich-Ebert-Straße, Ebertstraße, Friedrich-Ebert-Platz, Ebertplatz, Friedrich-Ebert-Allee, Friedrich-Ebert-Siedlung, Friedrich-Ebert-Park und Ebertpark

### Darstellung in Film und Fernsehen
- In Kurt Maetzigs Monumentalfilm Ernst Thälmann – Sohn seiner Klasse von 1954 wurde Ebert von Karl Weber (1898–1985) dargestellt.
- In Alfred Brauns Spielfilm Stresemann wurde Ebert von Paul Dahlke dargestellt.
- In Hermann Kugelstadts Fernsehfilm Friedrich Ebert – Geburt einer Republik von 1969 wurde Ebert von Kurd Pieritz dargestellt.
- Im Fernsehfilm Kaisersturz von 2018 spielt Christian Redl die Rolle Eberts.[86]

### Philatelistisches
Mit dem Erstausgabetag 4. Februar 2021 gab die Deutsche Post AG anlässlich des 150. Geburtstags von Friedrich Ebert ein Sonderpostwertzeichen im Nennwert von 95 Eurocent heraus. Das Postwertzeichen zeigt ein Bild Eberts und das Zitat von ihm: „Demokratie braucht Demokraten“. Der Entwurf stammt vom Grafiker Matthias Wittig aus Berlin.